# Tibetaanse schilderkunst
Tibetaanse schilderkunst is schilderkunst uit het cultuurgebied Tibet, waartoe ook andere gebieden in het Himalaya-gebergte horen, zoals Bhutan, Ladakh, Sikkim en voor een deel Nepal.

## Religieuze  en culturele achtergrond

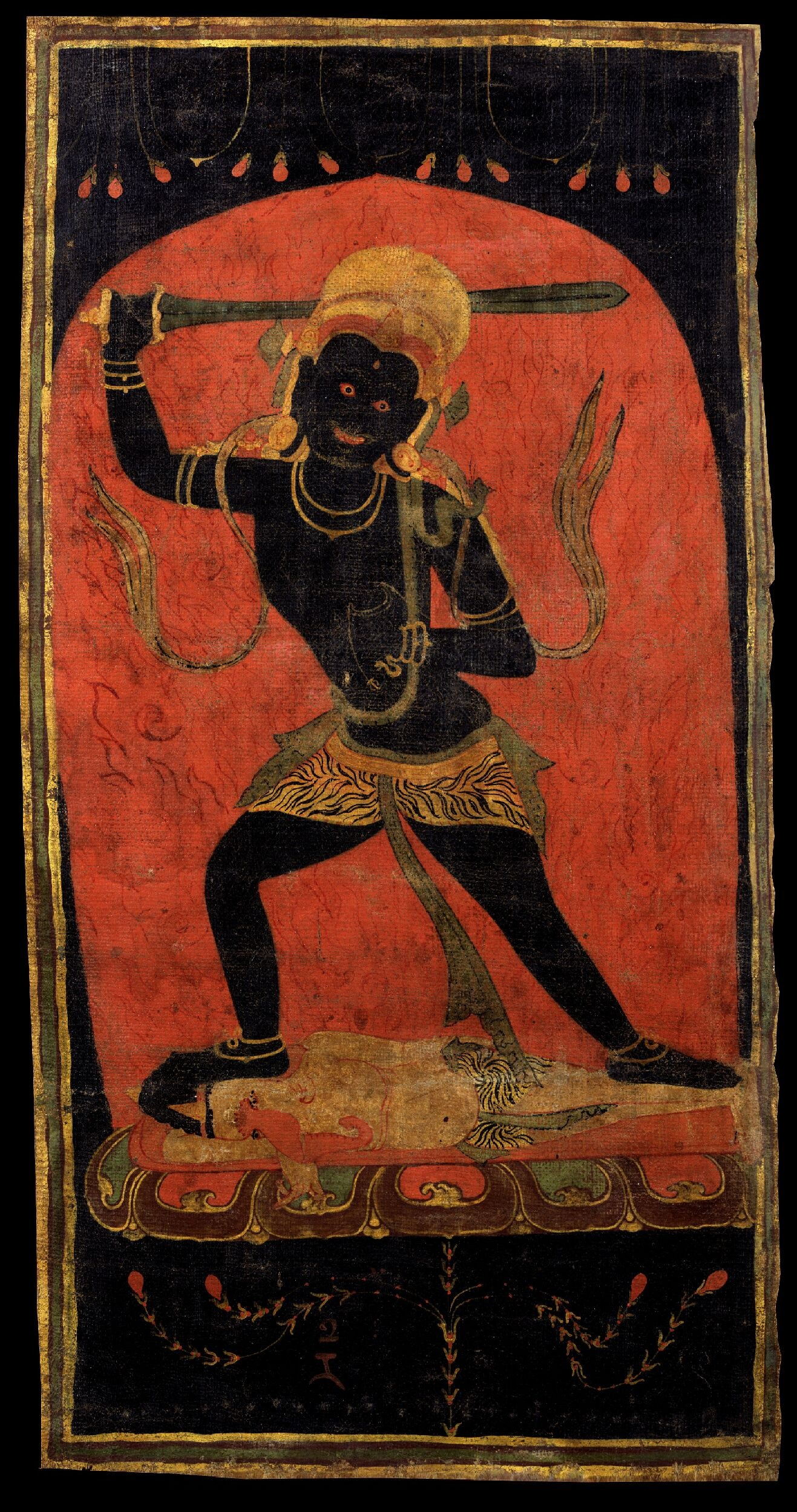
Thangka met afbeelding van de godheid Achala, eind elfde eeuw. Een voorbeeld van de Kadam-stijl

Eind zevende, begin achtste eeuw wordt het boeddhisme in Tibet geïntroduceerd. Dat was aanzienlijk later dan in omringende landen en gebieden. Vanaf eind achtste eeuw kiezen de heersers van het toenmalige Tibetaanse rijk voor een boeddhisme gebaseerd op de Indiase madhyamakatraditie van het mahayana als de leidende religieuze en intellectuele beweging van het land.  Die keus heeft enorme consequenties gehad voor de ontwikkeling van de Tibetaanse kunst in het algemeen en ook voor de schilderkunst. Vanaf eind achtste eeuw tot in de twintigste eeuw was Tibetaanse schilderkunst vrijwel geheel religieus van aard. Van Tibetaanse schilderkunst werd verwacht dat het een hulpmiddel zou  zijn op de weg naar de verlichting. Er werd veel meer de nadruk gelegd op aspecten als devotie en veel minder op esthetische aspecten.
De late komst van het boeddhisme in Tibet heeft als consequentie gehad, dat in Tibet dit boeddhisme beïnvloed werd – veel meer dan in gebieden waar het al eerder aanwezig was – door de latere ontwikkelingen van het boeddhisme in India zelf. In India ontwikkelde de tantrische traditie binnen het boeddhisme zich pas na circa 400. Als gevolg van de late introductie, speelden in Tibet de tantrische elementen van meet af aan een grote rol. Veel schilderkunst werd  gebruikt voor tantrische rituelen bij meditatietechnieken, waarbij bijvoorbeeld afbeeldingen van een Boeddha getransformeerd worden tot een reële Boeddha en /of waarbij de mediterende persoon visualiseert dat hij/zij een wordt met de afgebeelde godheid  en de kracht van het afgebeelde naar die persoon vloeit.
Even na het midden van de negende eeuw stort het Tibetaanse rijk in en verdwijnt de dynastie. Een gevolg van de chaos volgend op de val van het rijk was het geheel verloren gaan van het kloosterleven en de monastieke traditie van het Tibetaans boeddhisme in Centraal-Tibet. De tweede verspreiding van het boeddhisme in Tibet vanuit India begint vanaf eind tiende/ begin elfde eeuw. Tegelijkertijd begint een herleving van het kloosterleven en de monastieke traditie en ook van de schilderkunst.
Die ontwikkeling krijgt voor het eerst gestalte in het voormalige koninkrijk Guge in het zuidwesten van het Tibetaans plateau met Tsaparang als hoofdstad. De koningen van Guge gaven kunstenaars met name opdracht tot het maken van muurschilderingen in door hen gefinancierde kloosters. De stijl die daaruit rond 1100 ontstaat wordt benoemd als de Guge/Ngari-stijl en heeft veel invloeden vanuit Kasjmir. Een tweede stijl die ongeveer in dezelfde periode ontstaat wordt benoemd als de Kadam-stijl. Die naam refereert aan de Indiase leraar Atisha, die in de elfde eeuw de grondvester wordt van de kadamtraditie binnen het Tibetaanse boeddhisme.

## Vormen van Tibetaanse schilderkunst

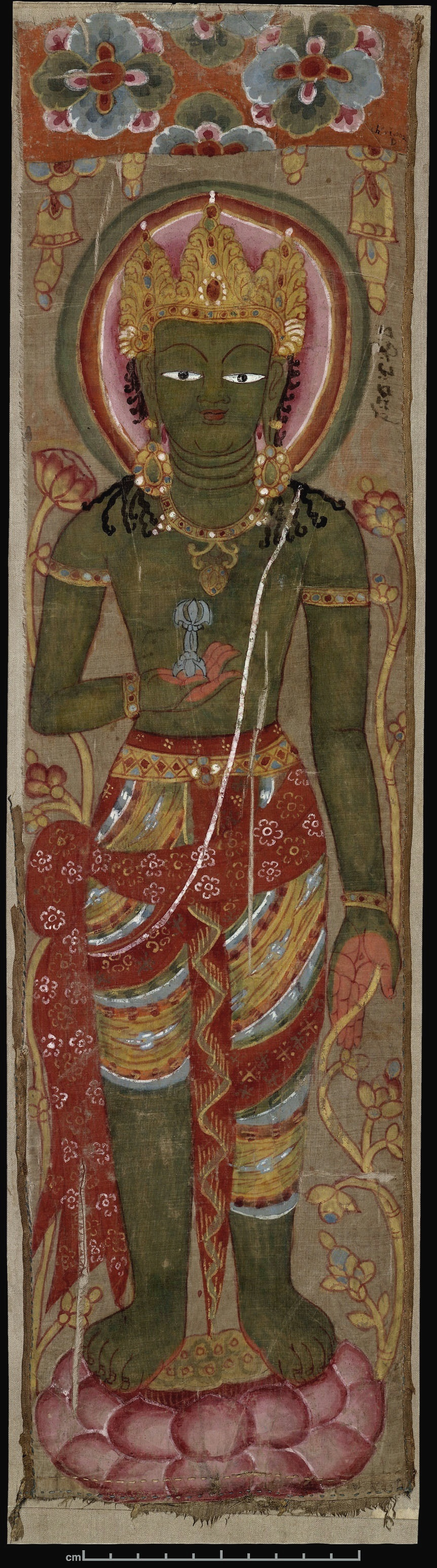
De bodhisattva Vajrapani. Dit is een van de vroegste bewaard gebleven thangka´s. Een voorbeeld van de invloed van de pata schilderingen uit India. Eerste helft negende eeuw.

Tibetaanse schilderkunst bestaat voor het grootste deel uit drie vormen. De muurschildering, de thangka en de tsakli. Muurschilderingen zijn vooral aanwezig in kloosters alsmede in grotten die dienden als plaats voor vaak langdurige periodes van meditatie. Tot de oudste nog geconserveerde  behoort het Tibetaanse deel van de muurschilderingen in de Mogao-grotten nabij Dunhuang die dateren uit de periode eind achtste/ eerste helft  negende eeuw toen het zuidelijk deel van de zijderoute beheerst werd door het Tibetaanse rijk.
Het Tibetaanse woord thangka heeft de betekenis van geschreven verslag. De oudste thangka’s waren tot in de tiende eeuw sterk beïnvloed door de pata schilderingen uit India. Deze hindoeïstische schilderingen op textiel waren afbeeldingen van goden of van gebeurtenissen die in de heilige teksten van het Sanskriet beschreven werden. Al voor het begin van de jaartelling was er sprake van handel en migratie vanuit het noorden van India richting de Himalaya. Hindoeïstische en boeddhistische vormen van schilderkunst hebben elkaar via  deze weg beïnvloed.
Thangka‘s zijn rolschilderingen gemaakt op meestal katoen of zijde. Er zijn ook thangka’s die gemaakt worden met een  applicatietechniek of geborduurd worden.  Indien geschilderd is dat niet met olieverf of acryl maar met een lijmverftechniek. De verf bestaat uit pigmenten met een bindmiddel van dierlijk vet. De compositie van een schildering op een thangka is vrijwel altijd  geometrisch. Lichaamsdelen, armen, benen, ogen, etc.  en  rituele voorwerpen worden geschilderd  op een systematisch raster van hoeken en elkaar kruisende lijnen. Thangka’s zijn oprolbaar en dus gemakkelijk te vervoeren voor bijvoorbeeld reizende monniken. Ook leken konden opdracht verlenen tot het laten maken van een thangka. Die werd vaak weer geschonken aan een klooster in de overtuiging dat een daad als deze verdiensten genereert die zouden kunnen leiden tot betere omstandigheden in dit dan wel een volgend leven. Gevonden begeleidende teksten maken duidelijk dat het laten maken ervan gericht was op deugdzaamheid in het eigen leven van de opdrachtgever, dat van zijn/haar familie of dat van bewuste wezens in het algemeen. Er zijn een beperkt aantal voorbeelden van thangka’s met seculiere onderwerpen, bijvoorbeeld op het gebied van onderricht over medische onderwerpen.
Tsakli‘s zijn miniatuurschilderingen die meestal gemaakt werden in sets van 8 tot 100 om een thema te verduidelijken. Dit soort schilderingen werd onder meer gebruikt voor instructie aan monniken en bij inwijdingsrituelen. De tsakli's werden dan gebruikt om boeddhistische godheden op te roepen. Als de tsakli's in de vorm van een mandala op de grond werden gelegd vormden zij een afgeschermde heilige ruimte

## Invloeden
Er kunnen globaal drie fasen in de ontwikkeling van de Tibetaanse schilderkunst worden onderscheiden. De eerste is de introductie van vooral invloeden uit India en Nepal. De tweede is het tot stand komen van een authentieke Tibetaanse schildersstijl in de eerste helft van de vijftiende eeuw. De derde fase is die van toenemende invloed van de Chinese schilderkunst vanaf eind zeventiende eeuw.
De Tibetaanse schilderkunst is tot in de veertiende eeuw vrijwel uitsluitend beïnvloed door contact met gebieden waar min of meer identieke geloofsopvattingen aanwezig waren. Dat waren eerst India en Nepal en daarna Kasjmir en de ook overwegend boeddhistische Tangut van de Westelijke Xia-dynastie. De belangrijkste invloed kwam vanuit Nepal van de etnische groep van de Newah uit de Kathmandu-vallei. 

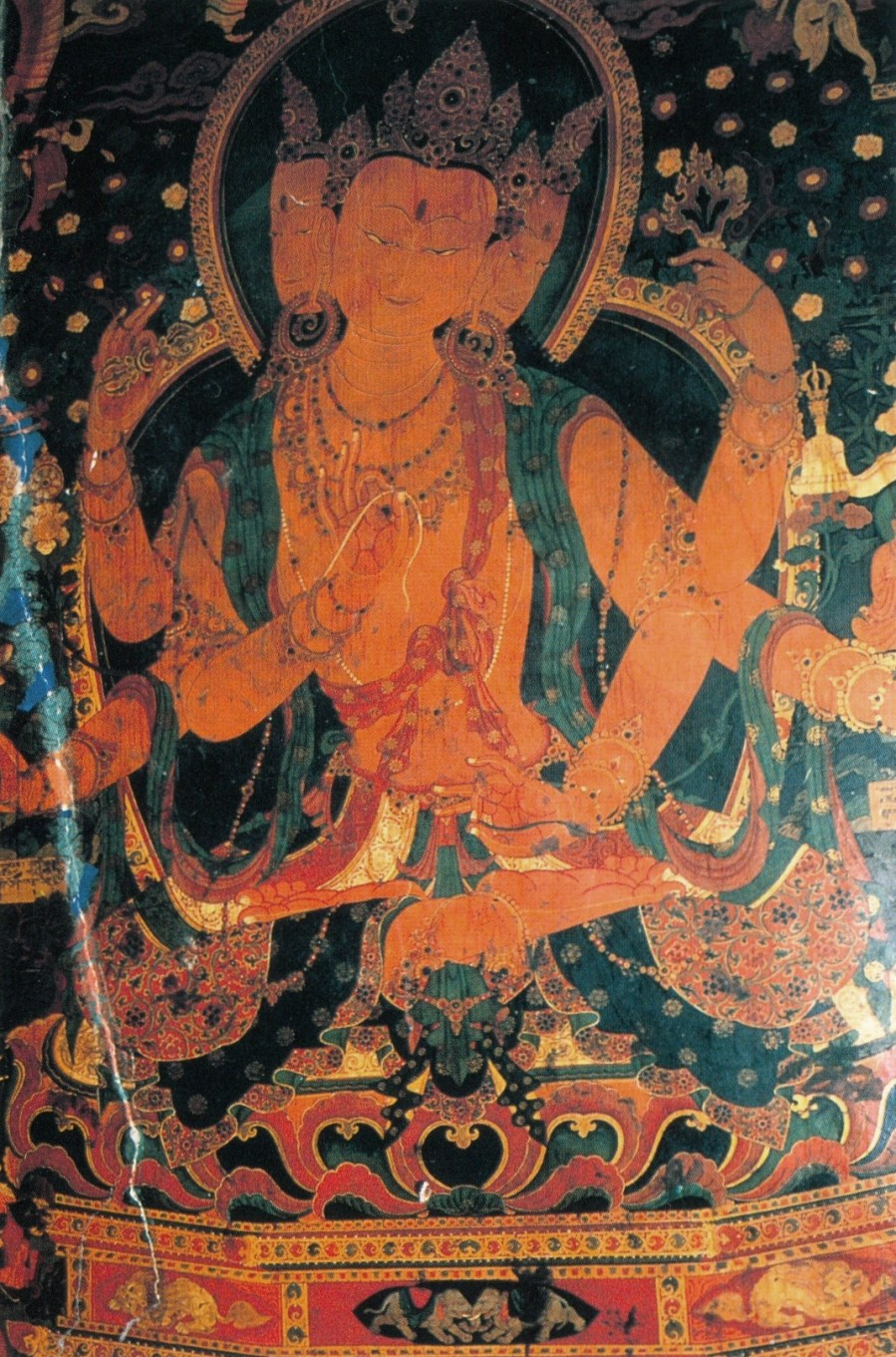
Muurschildering van Maitreya in de Grote stupa van Gyantse, rond 1430

Van een eerste – geringe – beïnvloeding van de Chinese schilderkunst van de Tibetaanse is sprake tijdens de periode van de Yuan-dynastie (1279-1368). De Nepalese kunstenaar Araniko wordt aan het hof van Koeblai Khan de belangrijkste autoriteit op het gebied van kunst. Zijn voornaamste verdienste ligt op het gebied van de architectuur. Hij heeft echter ook opdracht gegeven voor een aantal schilderijen waarin Tibetaans-boeddhistische motieven het thema zijn waar een zekere Chinese invloed in te vinden is. Die uit zich in het schilderen van gestileerde rotspartijen in het landschap en het schilderen van wolken als een decoratief element in de achtergrond. Een andere invloed was afkomstig van Chinese schilders die zich verbonden voelden met het Chinees boeddhisme. Tibetaanse schilders gingen een aantal in het Chinees boeddhisme populaire thema’s overnemen. De bekendste voorbeelden zijn de schilderingen van de  Vier Hemelse Koningen en die van de Zestien Arhats. Ook dan blijft echter in deze periode de Nepalese invloed (de zogenaamde Newah- of Bal-ris-stijl) dominant.
Onder zowel Tibetaanse als westerse auteurs op het vakgebied is er grote mate van overeenstemming dat het begin van een werkelijke authentieke Tibetaanse stijl van schilderen gedateerd moet worden in het begin tot midden van de vijftiende de eeuw.  Dan zijn alle invloeden van buiten Tibet verwerkt. Als tijdstip van markering wordt vaak de schilderingen genoemd die rond 1430 zijn aangebracht in de Grote stupa van Gyantse Vanaf eind zeventiende eeuw neemt de Chinese invloed weer toe en bereikt zijn hoogtepunt in de achttiende en negentiende eeuw tijdens de Qing-dynastie (1644-1912). Die invloed kenmerkt zich in het gebruik van steeds helderder en lichtere kleuren en het creëren van meer open ruimtes in de schildering.
De Tibetaanse schilderkunst heeft tot eind negentiende eeuw een zeer dominante invloed gehad op de Mongoolse schilderkunst.

## Schilders, tradities en stijlen vanaf de vijftiende eeuw

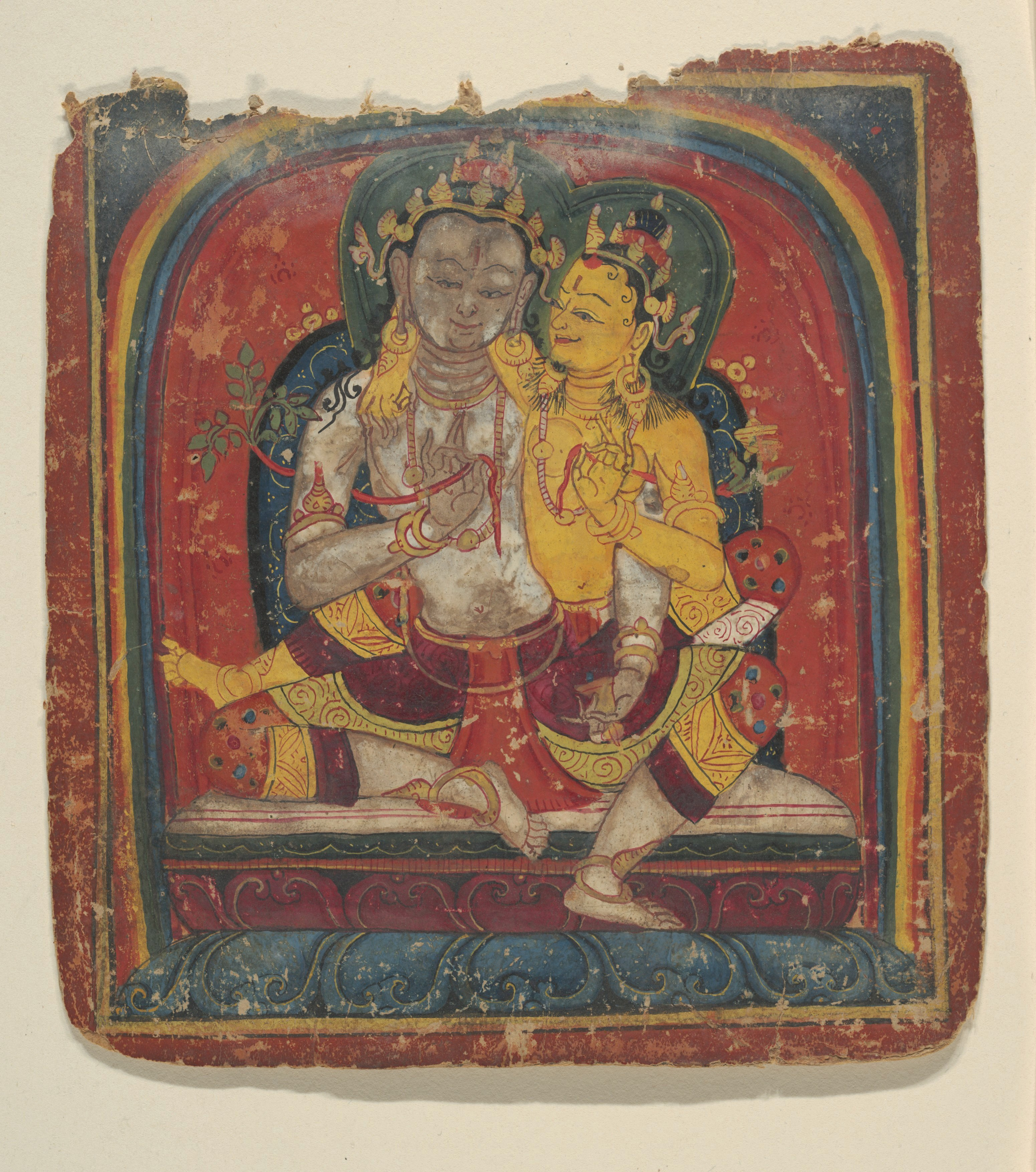
Een tsakli, deel van een set miniatuurschilderingen, uit de dertiende of veertiende eeuw

. Het grootste deel van de Tibetaanse schilders waren ambachtelijke schilders die ook een opleiding daartoe hadden gevolgd. Zij werkten meestal in opdracht, maar wel vrijwel altijd anoniem. Een verschil met Chinese schilderkunst was dat in Tibet het verbeelden van enige persoonlijke vorm van expressie door de schilder niet op prijs werd gesteld. In de Chinese schilderkunst was sinds de Zuidelijke Song-dynastie de notie aanwezig dat een schilder in de eerste plaats zijn eigen persoonlijke gevoelens – een beeld van zijn eigen innerlijke wereld – moest creëren waaraan een natuurgetrouwe weergave van het onderwerp en de uiterlijke dingen ondergeschikt waren. Vanaf de veertiende eeuw werd die notie in de Chinese schilderkunst overheersend. Lang kon het grootste deel van de in al die eeuwen in Tibet geproduceerde werken dan ook niet verbonden worden aan de naam van een schilder.
Een tweede probleem was de chronologie van de diverse te onderscheiden stijlen en tradities in de Tibetaanse schilderkunst. Vanaf omstreeks 1980 heeft de studie van  oudere Tibetaanse bronnen op het vakgebied aanzienlijk meer aandacht gekregen. In toenemende mate kunnen een aantal schilderingen verbonden worden aan de identiteit van een schilder. Er is ook minder onduidelijkheid over de chronologie van de diverse schildersstijlen. Er is ook meer helderheid verkregen over regionale ontwikkelingen binnen de schilderkunst in Tibet. Belangrijke Tibetaanse bronnen  bij deze studies waren verhandelingen van onder meer  Sanggye Gyatso (1653-1705), de regent in Tibet na het overlijden van de vijfde dalai lama, Düdül Dorje (1733-1797) en Lodrö Thaye (1813-1899).
Tot en met de negentiende eeuw ontstonden een aantal Tibetaanse stromingen van schilders. Het onderscheid lag niet zozeer in de artistieke verschillen tussen die stromingen, maar had meer te maken met welke geestelijke traditie binnen het Tibetaans boeddhisme gerelateerd was aan een stroming.

### De Menri-traditie
De schilder Mantangpa Manla Dondrub (geboren eind vijftiende/begin zestiende eeuw) wordt beschouwd als de stichter. Hij begon met op grotere schaal Chinese landschappen in de achtergrond van zijn schilderingen toe te passen. De  tot dan toe in Tibetaanse schilderingen dominante kleuren rood of oranje verdwenen en werden vervangen door meer in blauw geschilderde achtergronden. Hij schreef een handboek over de iconometrie in de schilderkunst. Invloeden van de stijlopvattingen zijn terug te vinden in een aantal tekeningen die in Tibet in blokdruk werden gedrukt. Net als bij meer schilderstradities wordt ook in de Menri een vroegere, middelste en nieuwe periode onderscheiden. In de middelste fase ontving de stijl aanzienlijke patronage van de vijfde dalai lama.  Zeventien schilders uit de traditie werden ingezet bij de renovatie van de Ramoche en de Jokhang.

### De Khyenri-traditie en stijl

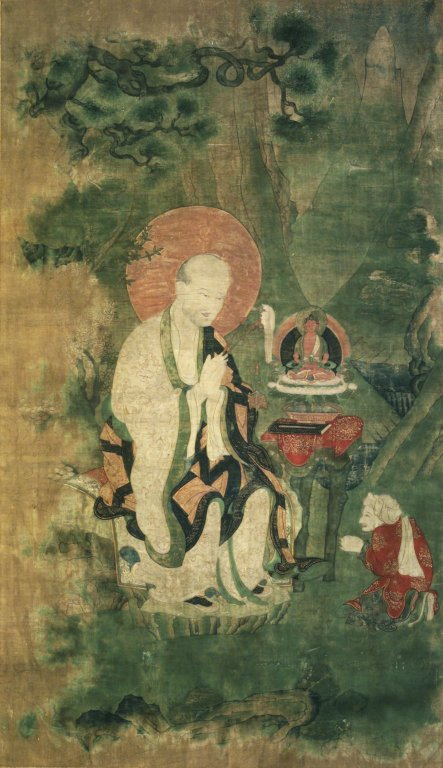
Een voorbeeld van de Khyenri-stijl

De schilder Khyentse Chenmo (geboren eind vijftiende/begin zestiende eeuw) wordt beschouwd als de stichter daarvan. Schilderingen in die stijl kenmerken zich door een helder palet, aandacht voor kleine details, het weergeven van gezichten van godheden als een portret en perfecte cirkels van licht die de godheden omringt. De traditie is beïnvloed door de muurschilderingen van de stupa van Gyantse. In de kloosters van Gongkar Chö en Tagten Puntsog Ling zijn nog vrijwel intacte muurschilderingen te zien uit de traditie. De grootste invloed had de stijl op de latere schildersschool die verbonden was aan het klooster Palpung en op de stijl van Chökyi Jungne (1700-1774), de achtste Tai situ, hoewel deze feitelijk tot de Gar-bris-traditie wordt gerekend.

### Gar-bris-traditie
In de zestiende eeuw was de  Karma kagyü de meeste invloedrijke geestelijke traditie binnen het Tibetaans boeddhisme. Hun belangrijkste lama, de Karmapa, was de machtigste geestelijke van het land. De lijn van de Karmapa is de oudste nog bestaande reïncarnatielijn van Tibet en bijvoorbeeld aanzienlijk ouder dan die van dalai lama’s. De Karmapa hadden geen vaste woonplaats, maar verbleven in een tentstad die vaak verplaatst werd. Die werd de Grote Karma Tentstad genoemd en de schilderstraditie in die stad werd bekend als de Karma -sgar-bris, (de stijl van de Karma tentstad) of alleen Gar-bris (de stijl van de tentstad). Als stichter van de traditie wordt de schilder Namkha Tashi (medio zestiende eeuw) beschouwd. Gar-bris is niet zozeer een stijl, maar een schilderstraditie verbonden aan de Karma kagyü die sinds de zestiende eeuw veel  verschillende stijlen heeft geïncorporeerd. De vroegste Garbris-traditie schilderde vooral op de Chinese schilderkunst gebaseerde landschappen, verwijderde vervolgens als het ware de figuur van de arhat en verving die door de grote leraren uit de Karma kagyü-traditie, zoals Milarepa en Marpa

### Chöying Dorje

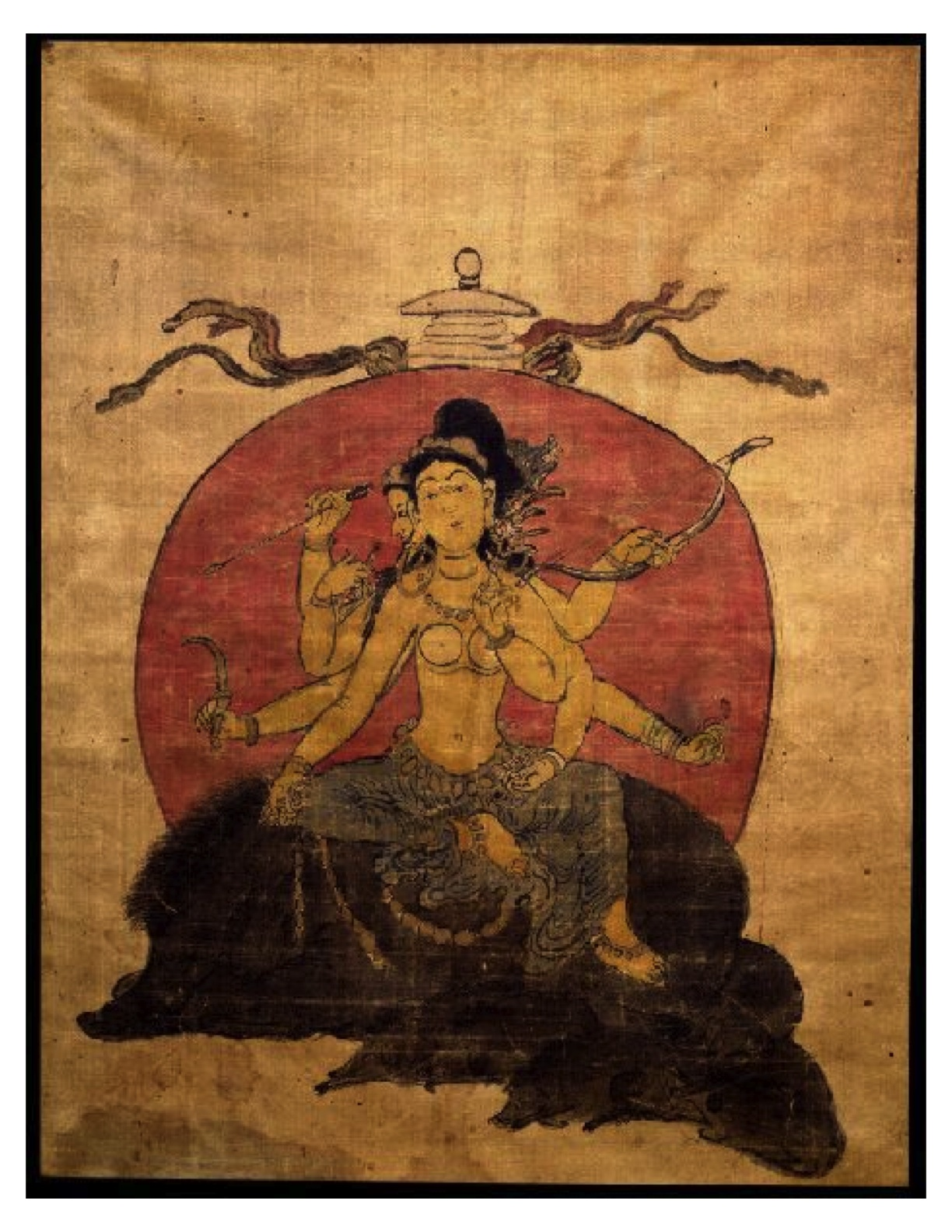
De godin Marici door Chöying Dorje. Dit is geschilderd in het jaar voor zijn overlijden

In de eerste helft van de zeventiende eeuw vond in Tibet een burgeroorlog plaats. De uiteindelijke overwinnaar was de gelugtraditie van het Tibetaans boeddhisme, die met hulp van Mongoolse militaire interventie haar suprematie wist te vestigen die tot midden twintigste eeuw zou voortduren. Vanaf het midden van de zeventiende eeuw werden de dalai lama’s de meest invloedrijke geestelijken van het land. De Karma kagyü-traditie behoorde tot de grote verliezers. De meeste kloosters van de traditie in Centraal-Tibet werden door de gelug ontmanteld of geconfisqueerd. De tentstad van de karmapa werd in 1641 geheel vernietigd. De tiende karmapa,  Chöying Dorje (1604-1674), wist te ontsnappen. De volgende dertig jaar bracht hij in ballingschap door in Kham, Nepal, Burma en vooral China. Het laatste jaar voor zijn overlijden kon hij doorbrengen in een geïsoleerd gebied nabij Lhasa.
Chöying Dorje wordt in de Tibetaanse literatuur beschouwd als een van de grootste kunstenaars in de Tibetaanse geschiedenis. Hij was naast schilder ook een begenadigd beeldhouwer. Hij schilderde tijdens verschillende periodes van zijn leven in verschillende stijlopvattingen. In zijn eerste periode als schilder deed hij dat vooral in de Menri-traditie. Latere werken waren meer in de traditie van de Gar-bris. Tot zijn bekendste werken behoort een serie van twaalf  thangkha’s over het leven van Gautama Boeddha. Hij is een van de weinigen  die in een aantal van zijn schilderingen ook slechts alleen zwart en wit gebruikt in een techniek met  gewassen inkt. Het is een voorbeeld dat met Chöying Dorje in de Tibetaanse schilderkunst een periode aanbreekt van verdere beïnvloeding door de Chinese schilderkunst.

### Latere ontwikkelingen in Kham
In de loop van de achttiende eeuw vindt een verschuiving plaats van de culturele vitaliteit vanuit Centraal-Tibet naar Kham. De burgeroorlogen van de zeventiende en achttiende eeuw, de politieke instabiliteit en de maatregelen die noodzakelijk werden geacht de verworven machtspositie van de gelug te verankeren, hadden in Centraal -Tibet voor een ander cultureel klimaat gezorgd. Dat kenmerkte zich onder meer door aanzienlijk minder tolerantie van de gelug ten opzichte van andere geestelijke tradities van het Tibetaans boeddhisme en het ontstaan van een invloedrijke uiterst conservatieve en sektarische factie binnen die gelug.

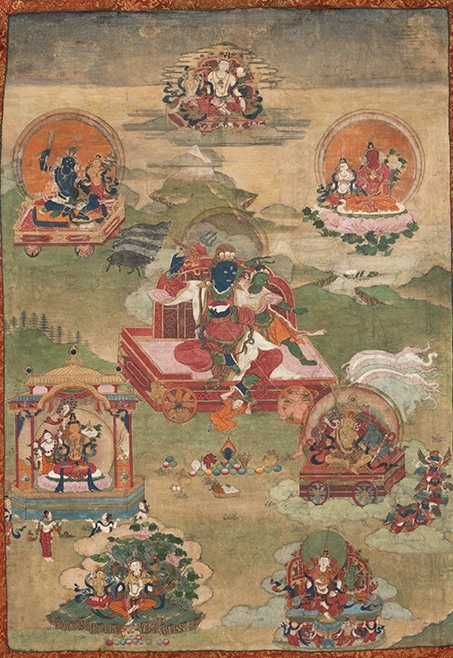
Acht koningen van Shambhala. Kenmerkend voor de Palpung-stijl in de negentiende eeuw met minimalistische landschappen, vloeiende overgangen tussen de kleuren en figuren die in de compositie lijken te zweven.

Het gevolg daarvan was, dat tradities zoals de Karma kagyü nieuwe ruimte probeerden te vinden in Kham. Dat wist in Kham het klooster Palpung te stichten. Het klooster werd spoedig een van de grootste centra voor innovaties van wetenschap en kunst van het Tibetaans boeddhisme. Het klooster lag in het onafhankelijke Tibetaanse koninkrijk Dergé in het oostelijk deel van Kham. In die regio ontstond de belangrijkste drukkerij die het historisch cultureel Tibet ooit gekend heeft met beroemde blokdrukken van de kangyur, de canon van het Tibetaans boeddhisme.
Chökyi Jungne (1700-1774), de achtste tai situ was de feitelijke stichter van het klooster Palpung. Onder zijn leiding werkten drieëntwintig schilders aan de muurschilderingen in het klooster. Meer in het algemeen organiseerde hij meer dan andere schilders voor hem gelegenheden om talent tot ontwikkeling te brengen en deskundigheid te bevorderen. Hij sneed ook de blokken voor de illustraties van de beroemdste blokdruk van de kangyur uit 1733. In Chökyi Jungne kreeg de Gar-bris-traditie een nieuwe impuls en zijn stijl wordt dan ook benoemd als de Nieuwe  Gar-bris-stijl. Die kenmerkt zich door figuren die gebaseerd zijn op de esthetiek van modellen uit India die vaak geplaatst worden in een open blauwgroene landschapsstijl van schilderen die weer ontleend is aan de Chinese schilderkunst. Zijn schilderingen suggereren een gevoel van diepte in een terugwijkende ruimte.
Vanaf eind achttiende tot in de twintigste eeuw zijn in de Tibetaanse schilderkunst de stijlopvattingen in het klooster Palpung dominant. Die kan onderscheiden worden in twee opvattingen. De eerste stijlopvatting blijft schilderingen maken die vrijwel uitsluitend gewijd is aan de grote leraren van de Karma Kagyu. De tweede opvatting en de feitelijke representant van de Palpung-stijl baseert zich meer op de Khyenri-traditie. Beide opvattingen kenmerkten zich door minimalistische schilderingen van nauwelijks te onderscheiden landschappen gecombineerd met expressieve figuren die in de compositie lijken te zweven.

## Ontwikkelingen vanaf begin twintigste eeuw
De Xinhai-revolutie maakte in 1911 een eind aan de Qing-dynastie. Tibet werd een de facto onafhankelijk land. De dertiende dalai lama trachtte enige hervormingen in Tibet door te voeren. Het betrof onder meer hervorming van het onderwijssysteem, strafrecht en – beperkte – introductie van enige moderne technologie. Die pogingen ontmoetten steeds grotere weerstand bij de hiërarchie van de gelug. Na 1927 was de dalai lama dan ook gedwongen die pogingen te staken.
De schilderkunst bleef ook in deze periode nog vrijwel geheel religieus van aard waarbij de stijlopvatting van Palpung dominant bleef. De eerste uitzondering was Gendün Chöpel (1903-1951), die als de eerste moderne kunstenaar van Tibet wordt beschouwd. Chöpel was oorspronkelijk monnik, maar verbleef vanaf  1928 in India, omdat hij niet meer  kon aarden in de verstarde Tibetaanse samenleving. Vanaf 1940 raakte hij in India betrokken bij de Verbeteringspartij Tibet die fundamentele hervormingen in Tibet voorstond. In 1946 keerde hij met een opdracht van de beweging naar Tibet terug, werd gearresteerd en gevangengezet. Twee jaar na zijn vrijlating overleed hij.
In zijn schilderkunst hanteerde hij een veel realistischer, maar ook meer experimentele stijl. Zij bekendste schilderwerk bestaat uit aquarellen alsmede een aantal schetsen  die hij maakte voor een boek over seksualiteit. Zijn bekendste leerling was Amdo Jampa (1911 -2002) die wel weer meestal religieuze thema’s koos, maar dat deed in een foto-realistische stijl.
Tibet werd gedwongen vanaf 1951 deel uit te maken van de Volksrepubliek China. Het daartoe gesloten 17 puntenakkoord had bepalingen dat in het tot 1950 door de regering in Lhasa bestuurde gebied de op dat moment bestaande sociale ordening en structuur voorlopig zou worden gehandhaafd. Dat is globaal ook gebeurd tot de opstand van 1959. Na het neerslaan van de opstand werd de ordening echter radicaal gewijzigd. De maatregelen leidden onder meer tot ontmanteling van het grootste deel van de kloosters. In 1962 was het aantal nog functionerende kloosters teruggebracht van ongeveer 2700 in 1959 tot ongeveer 75 kloosters. Het afzetgebied voor religieuze kunst was daarmee zeer veel geringer geworden.
Schilders die hun werk wensten te verkopen waren gedwongen te gaan werken in een stijl van een maoïstische versie van het sociaal realisme. Tibetaanse schilders kregen nu ook meestal hun opleiding aan Chinese instituten die werden gesteund door de overheid om alleen seculiere propagandistische kunst te creëren. Dat soort schilderijen toonde meestal Tibetanen in hun dagelijkse werk in wegenbouw of landbouw waarbij vaak Mao Zedong prominent in beeld  werd gebracht omringd door enthousiaste Tibetaanse families.
In de periode van de Culturele revolutie (1966-1975) was iedere publieke uitoefening van religieuze activiteiten vrijwel onmogelijk. Een deel van ook de Tibetaanse kunstvoorwerpen werd in de periode vernietigd. Vanaf 1980 werd publieke uitoefening van religie weer mogelijk. Er ontstond weer enige markt voor religieus werk. Het mogelijk maken van vormen van toerisme in Tibet creëerde daarnaast een markt voor wat wel de stijl van realistische romantiek wordt genoemd. Zowel Chinese als westerse toeristen in Tibet vormden een markt voor schilderijen waarin een nostalgisch beeld van Tibet wordt geschilderd met bijvoorbeeld nomaden in een berglandschap en Tibet als een prachtige, mystieke plaats om te verblijven wordt verbeeld.
In de hedendaagse Tibetaanse schilderkunst zijn geen dominante stijlopvattingen meer aanwezig. Opvattingen over esthetiek en thema’s lopen ver uiteen, zeker tussen schilders in Tibet zelf en die in de Tibetaanse ballingschap. Er zijn schilders die de moderniteit afwijzen en zo dicht mogelijk in een klassieke Tibetaanse traditie  willen blijven schilderen. Er zijn schilders die daarbij de traditionele geomeotrische verhoudingen en iconometrie handhaven en anderen die dit bewust afwijzen. Weer anderen zijn duidelijk beïnvloed door een opleiding aan een Chinees instituut of richten zich juist meer op een mengvorm van westerse en Tibetaanse thema’s en technieken.

## Galerij

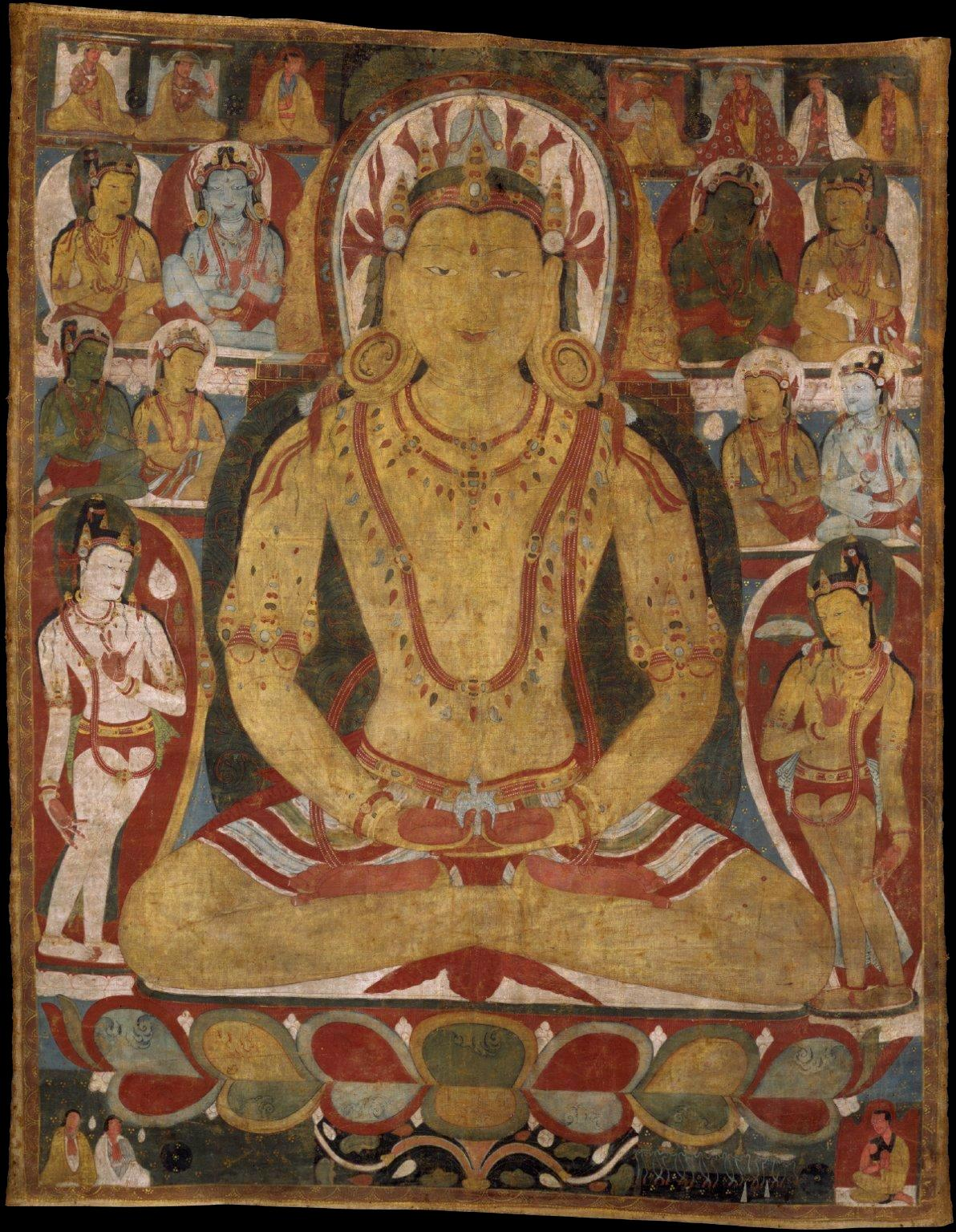
11de eeuw. De cultus van Amitayus, de Boeddha van het Eeuwige Leven had in Tibet veel aanzien. Devotie aan deze Boeddha zou het leven verlengen.
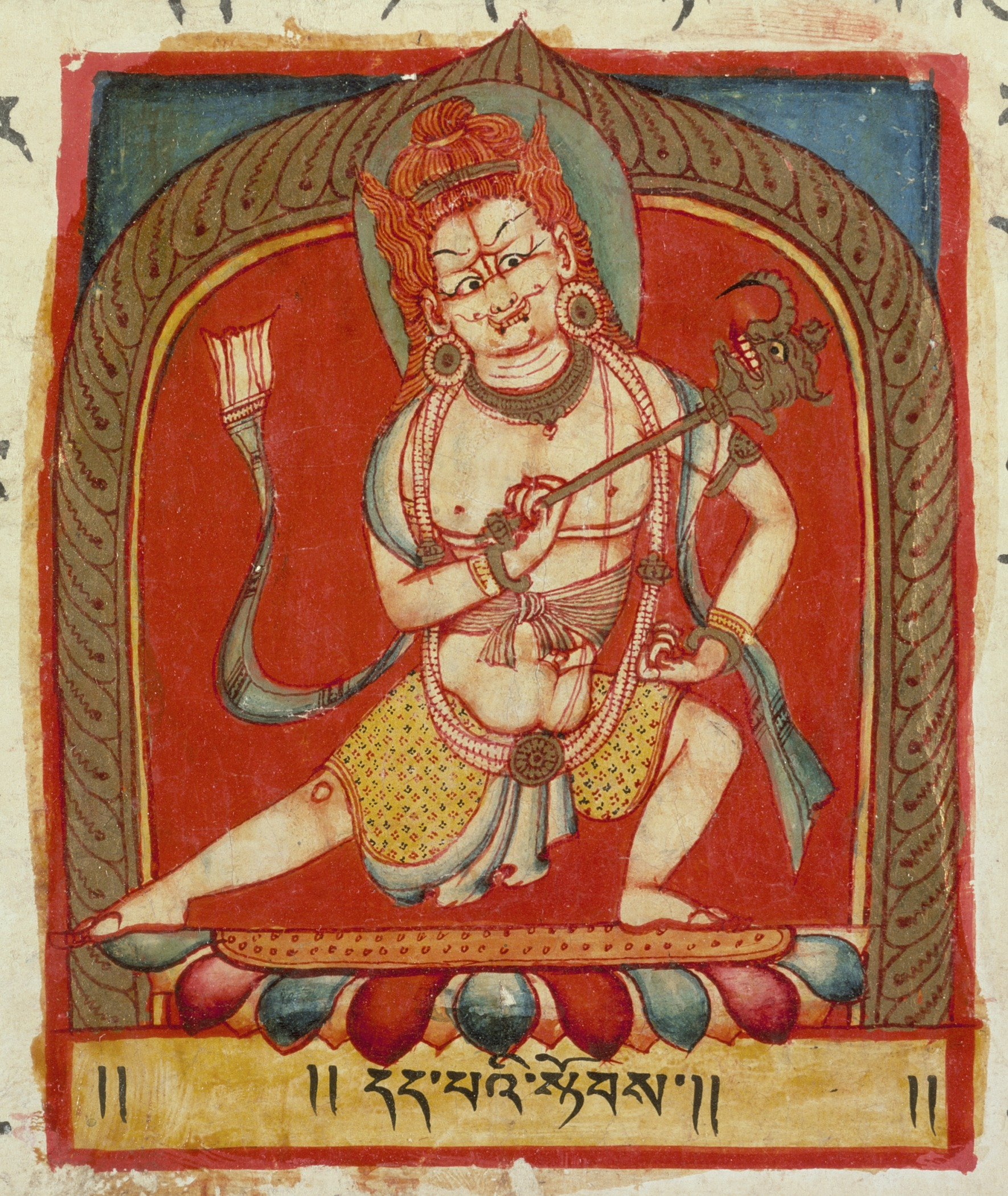
11e eeuw. Illustratie behorende bij de soetra De volmaaktheid van de wijsheid.
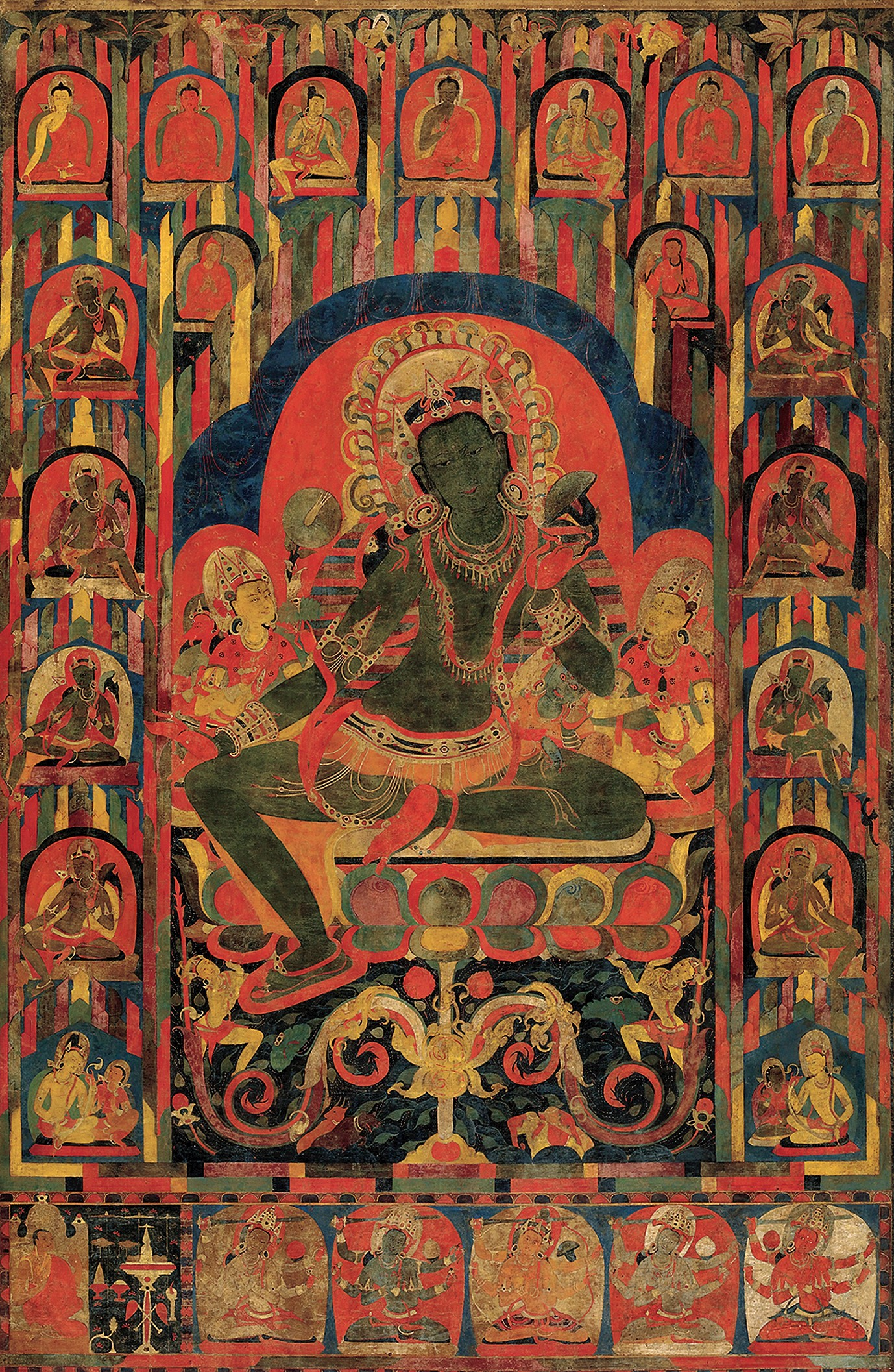
12de eeuw. De godin Tara. Ook deze thangka kent nog de invloed van de pata schilderingen uit Noord-India.
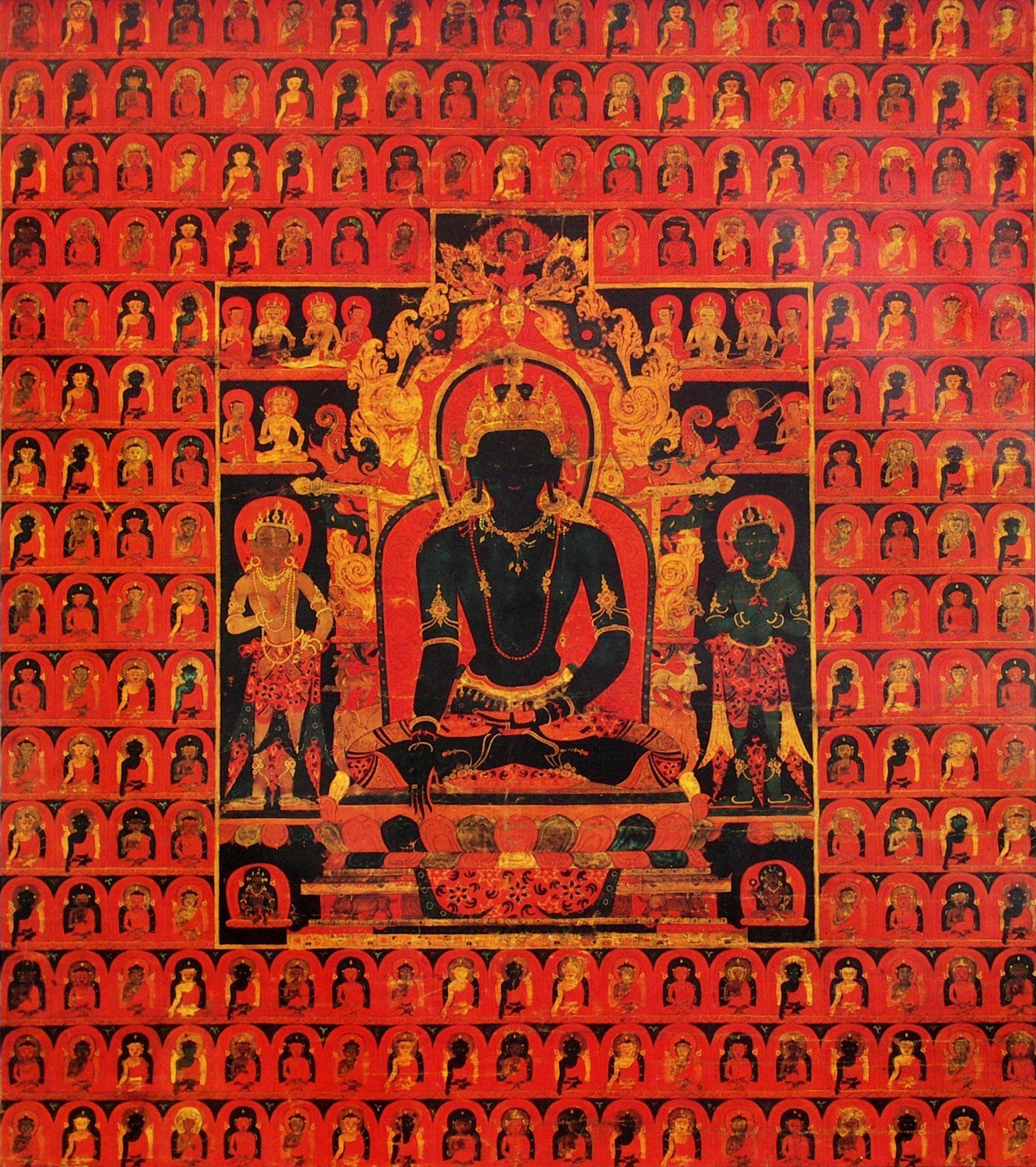
13de eeuw De Dhyani Boeddha Akshobhya,
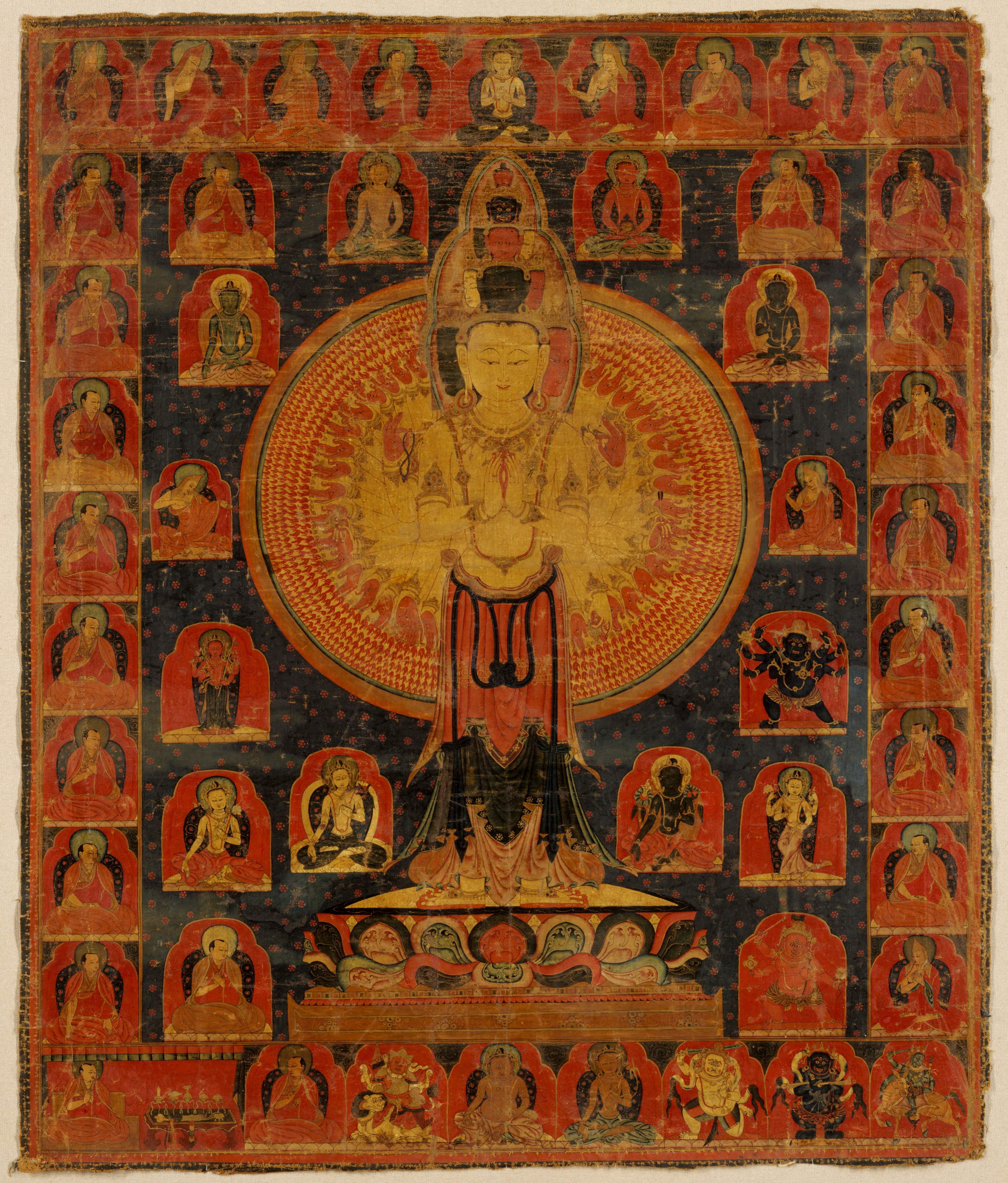
14de eeuw. De boddhisattva Avalokitesvara met duizend armen.
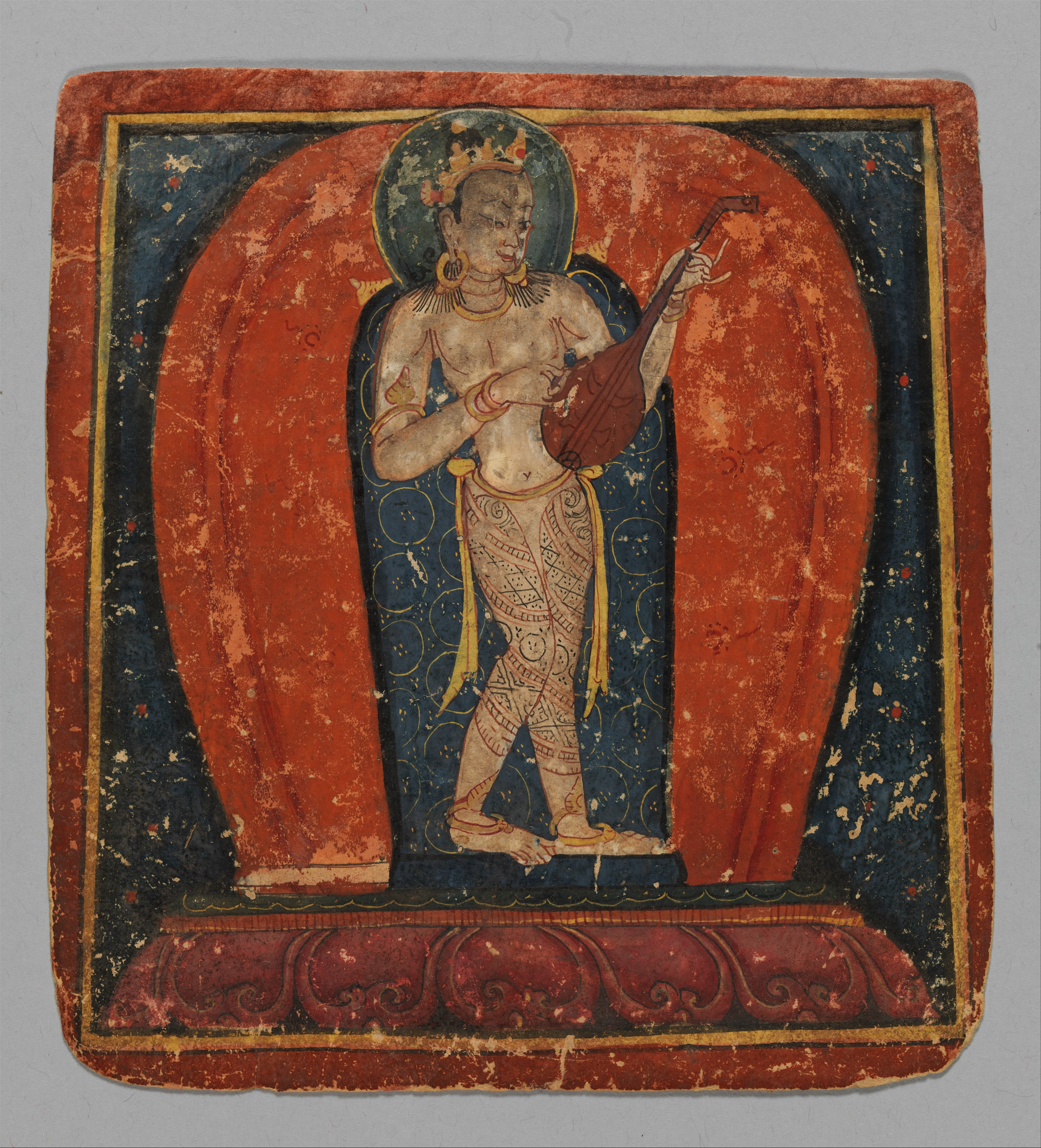
Vroege 15de eeuw. Tsakli, miniatuurschildering op een inwijdingskaart.
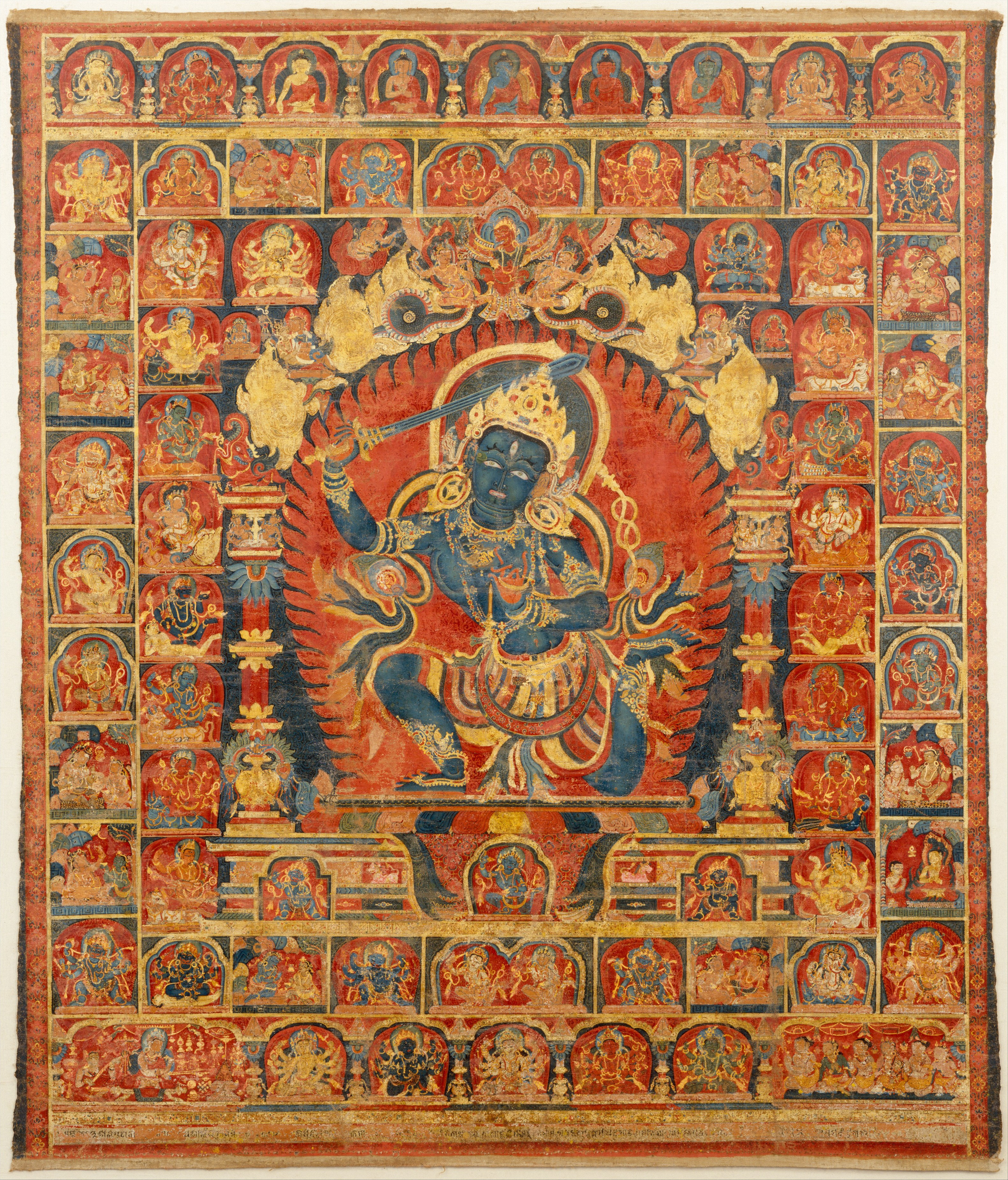
15de eeuw. Acala als beschermer van het boeddhisme. Acala is een toornige gestalte van Manjushri
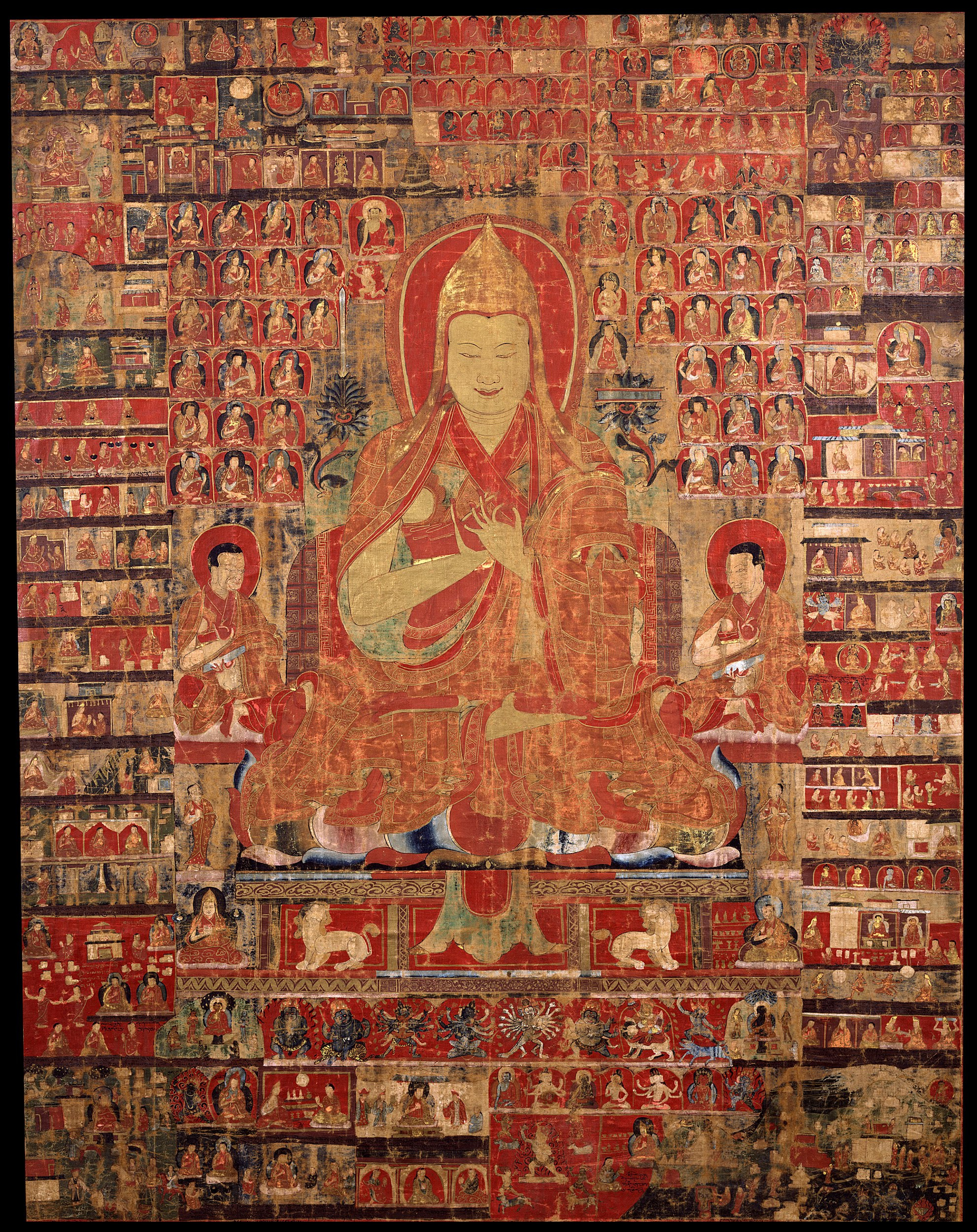
15de eeuw. Tsongkhapa
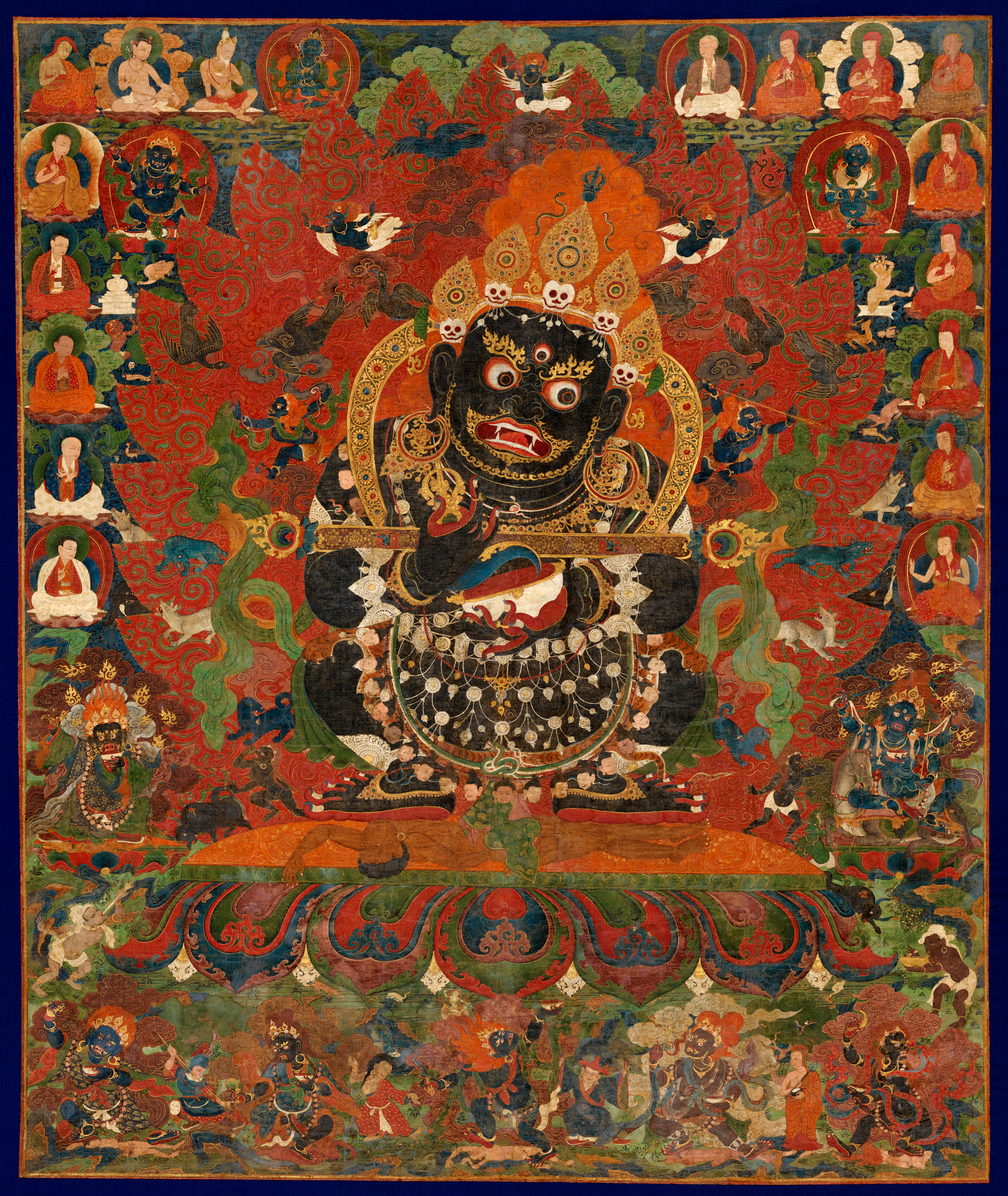
Begin 16de eeuw.Mahakala vernietigt de elementen die voortgang op de weg naar verlichting belemmeren.
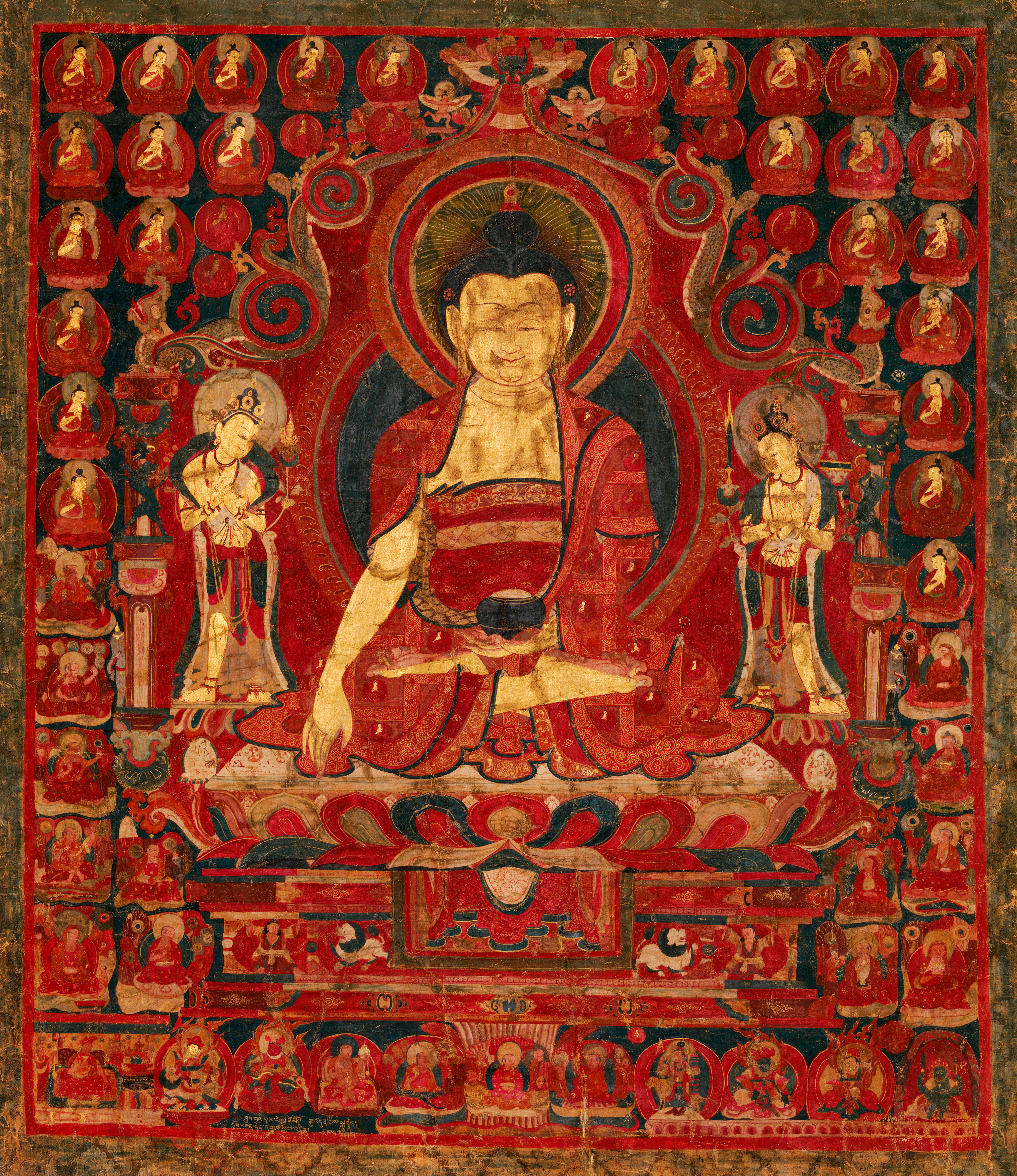
17de eeuw. Gautama Boeddha als de Heer van de beschermgoden van het boeddhisme. De naam van de lama linksonder, Lobzang Dondrup, wordt vermeld als de sponsor die deze schildering financieel mogelijk heeft gemaakt.
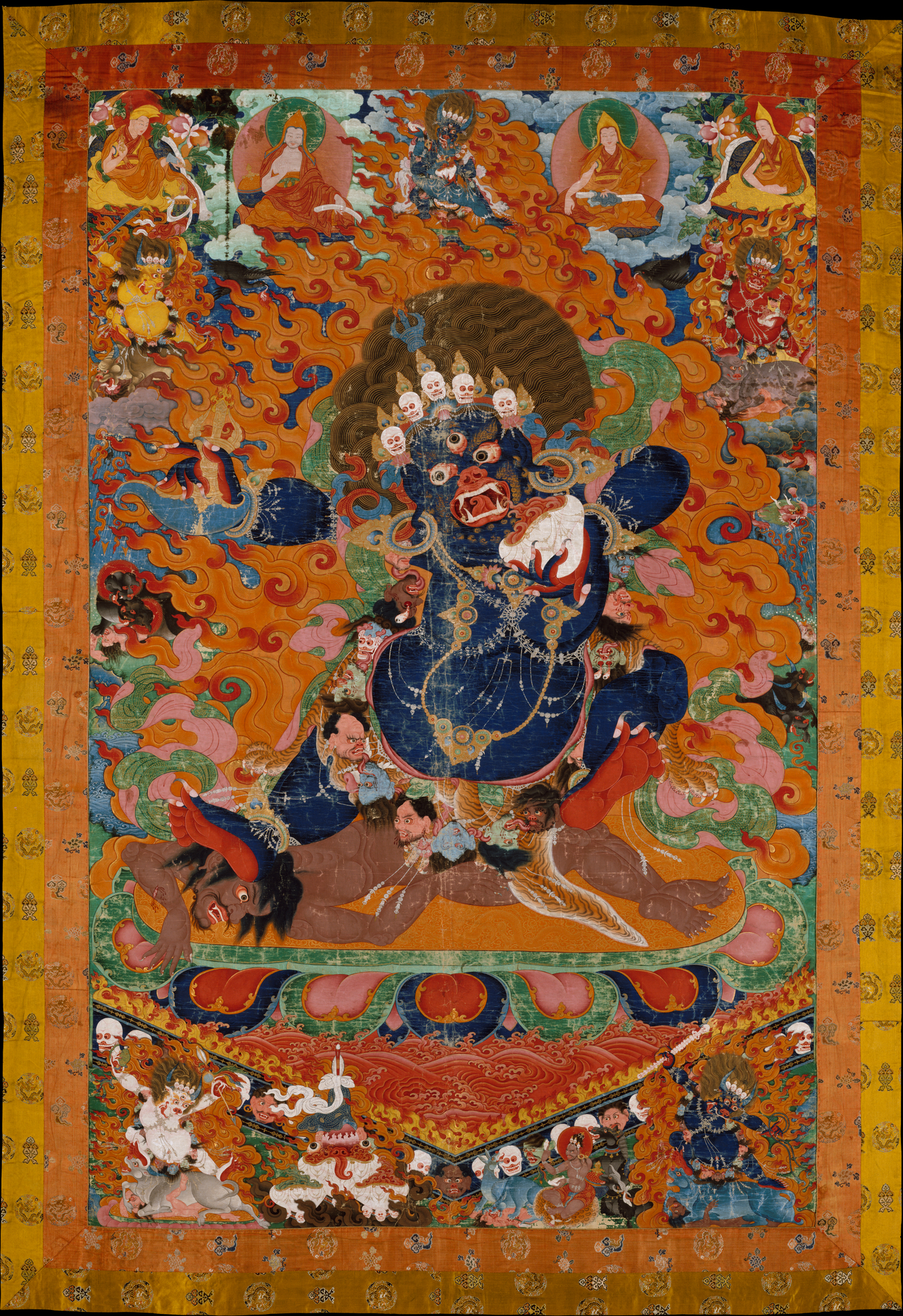
Eind 17de, begin 18de eeuw. Yama , de godheid van de dood.
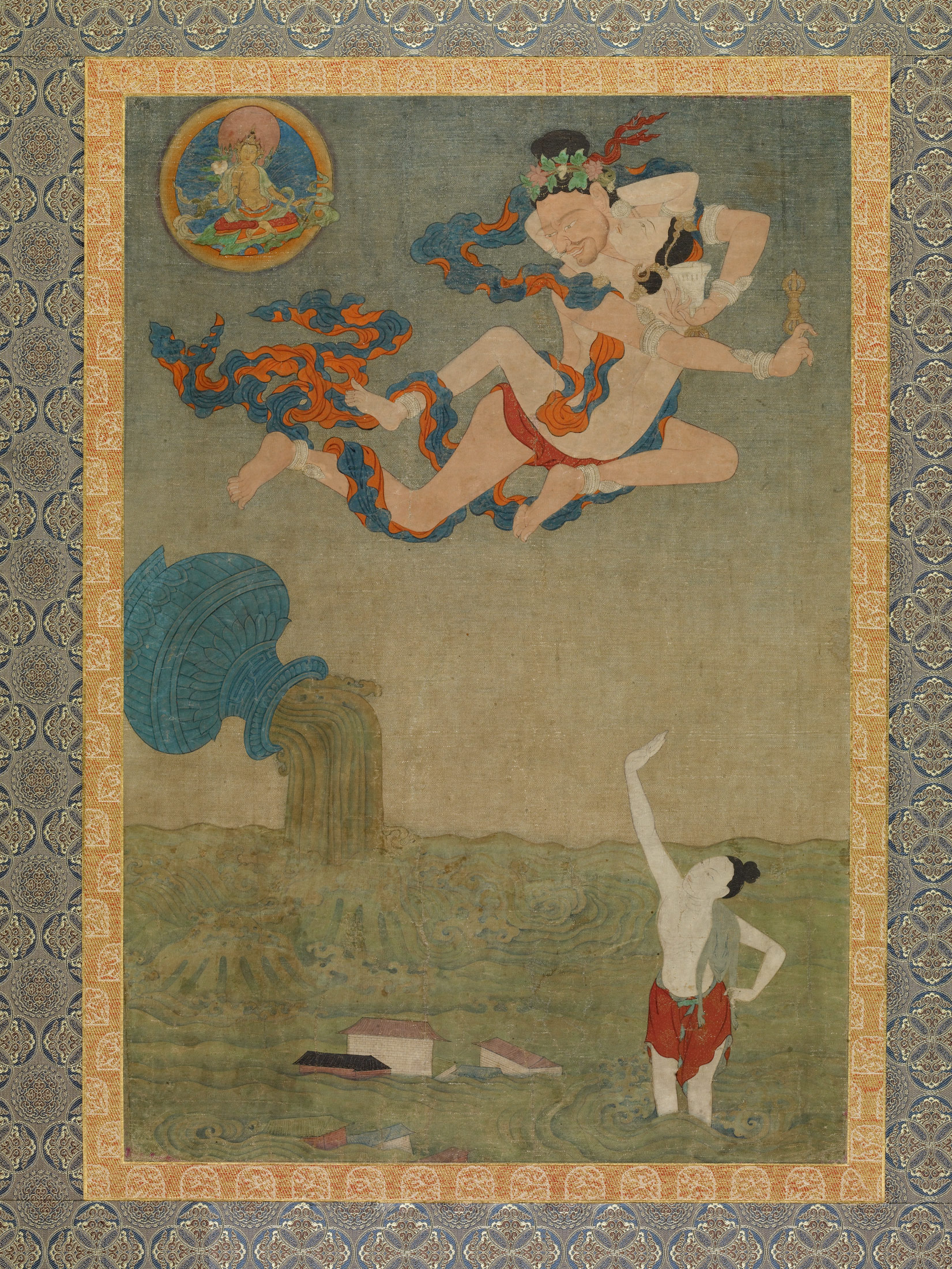
18de eeuw.Schildering door Chökyi Jungne van de mahasiddha Ghantapa
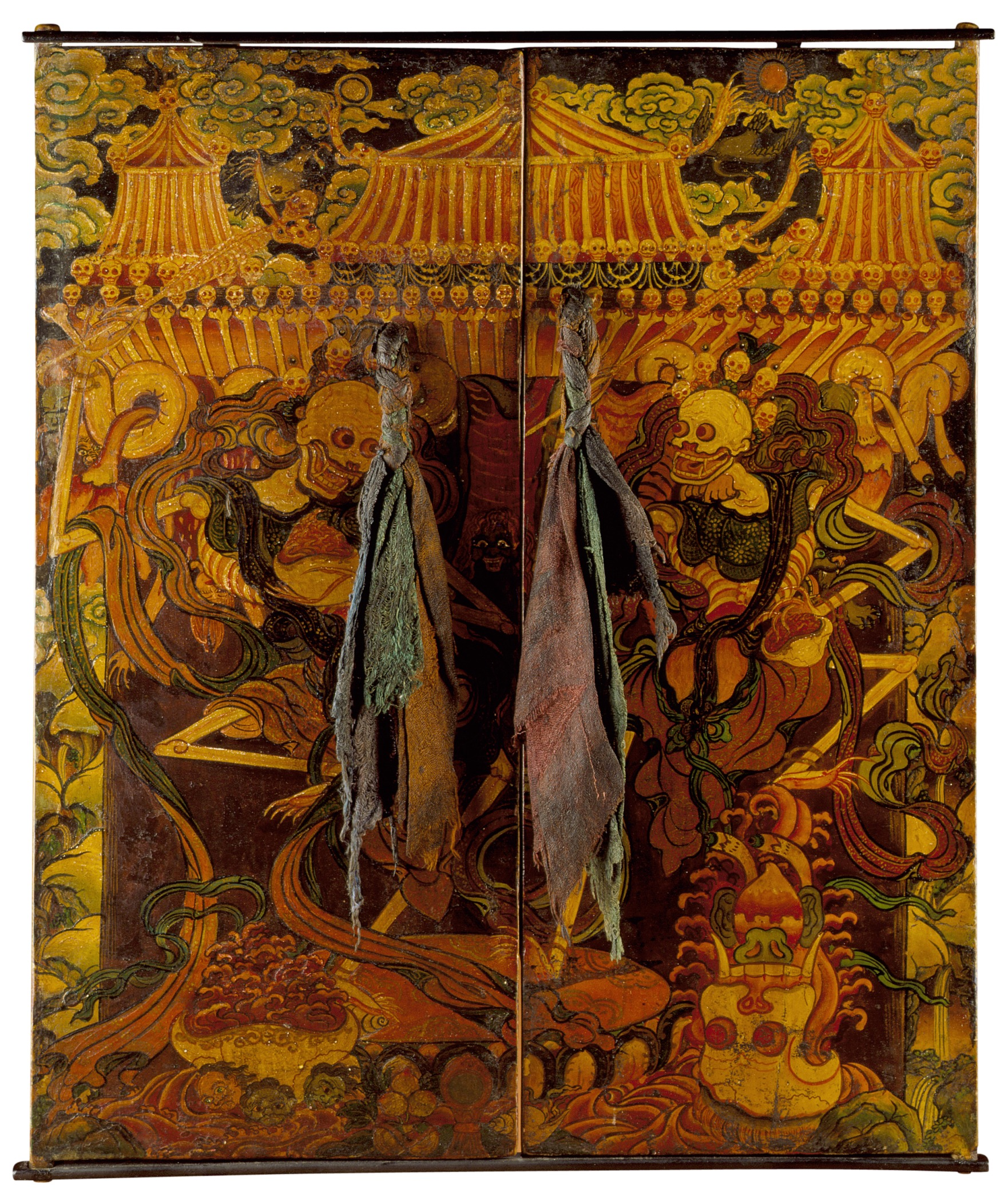
18de eeuw. Dansende skeletten op beschilderde deuren van een kastje, gebruikt om offers te brengen.
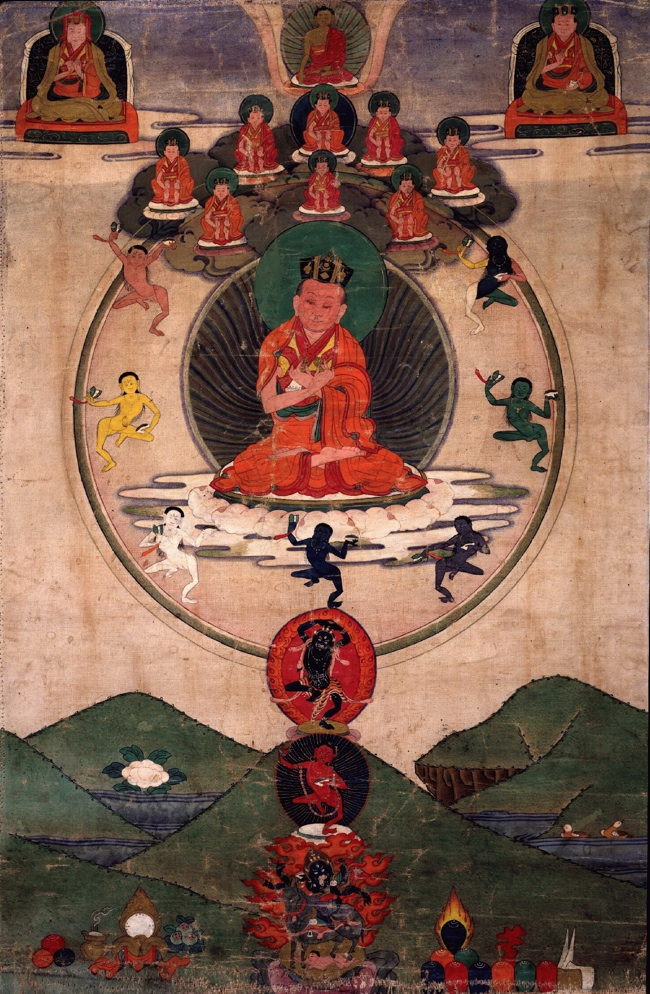
19de eeuw. Afbeelding van Mikyö Dorje, de achtste karmapa. Geschilderd in de Gar-bris-traditie van de negentiende eeuw.
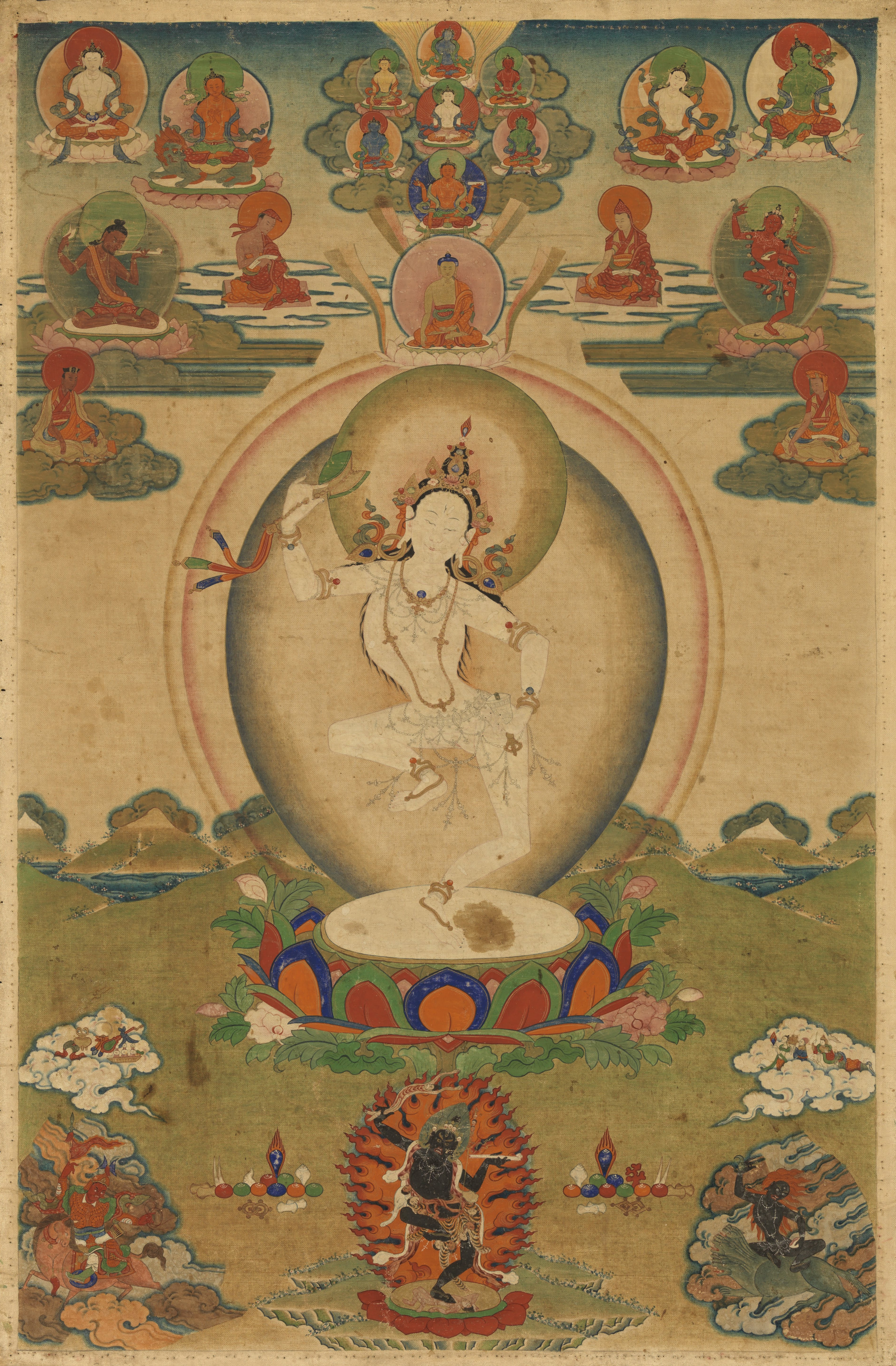
19de eeuw.Afbeelding van Machig Labdron, een yogini (vrouwelijke meester in yoga) uit de elfde eeuw
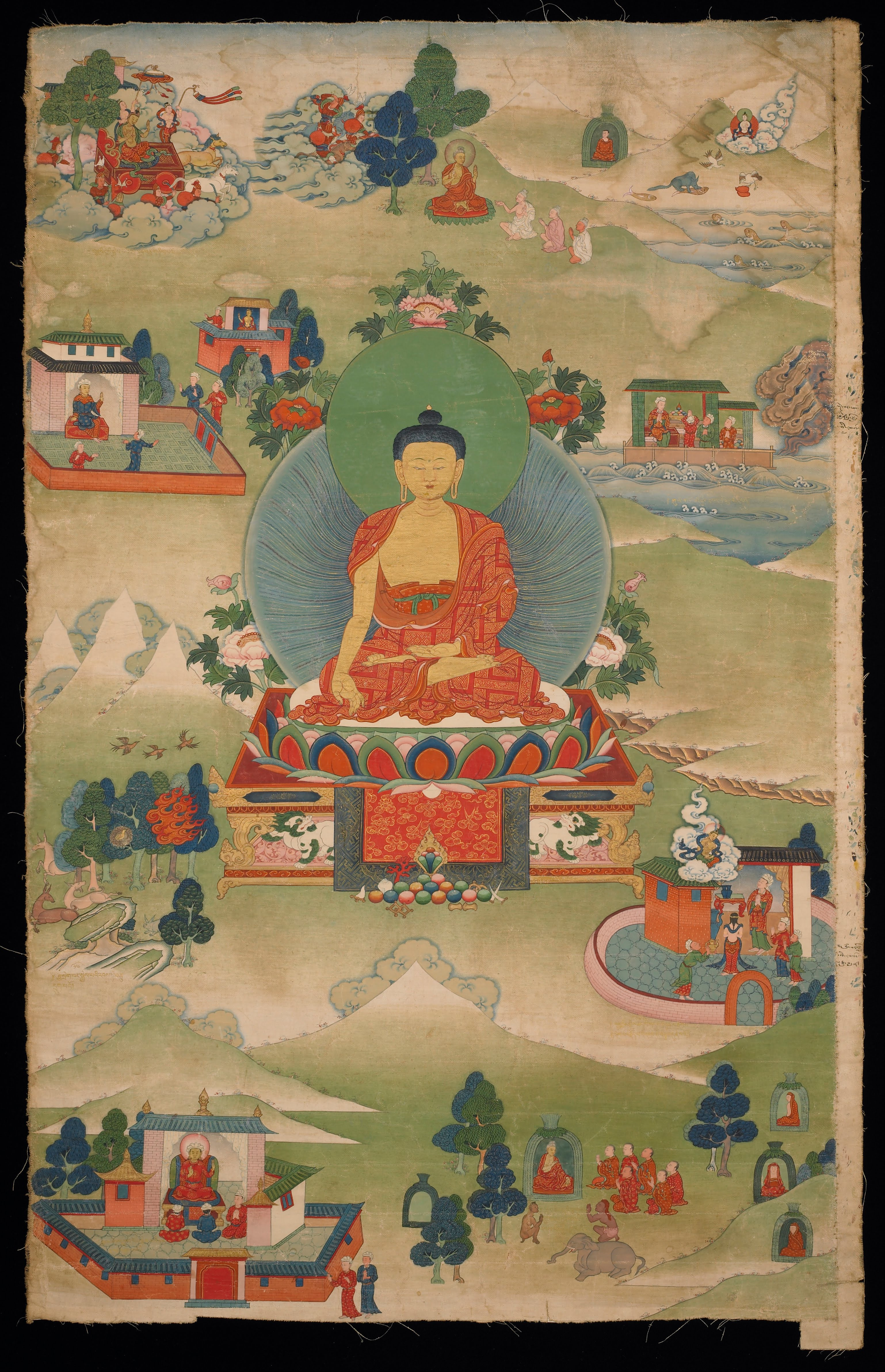
!9de eeuw. De vorige levens van Gautama Boeddha. Eveneens kenmerkend voor de Palpung-stijl in de negentiende eeuw met minimalistische landschappen en vloeiende overgangen tussen de kleuren.

### Enkele thangka's met seculiere thema's

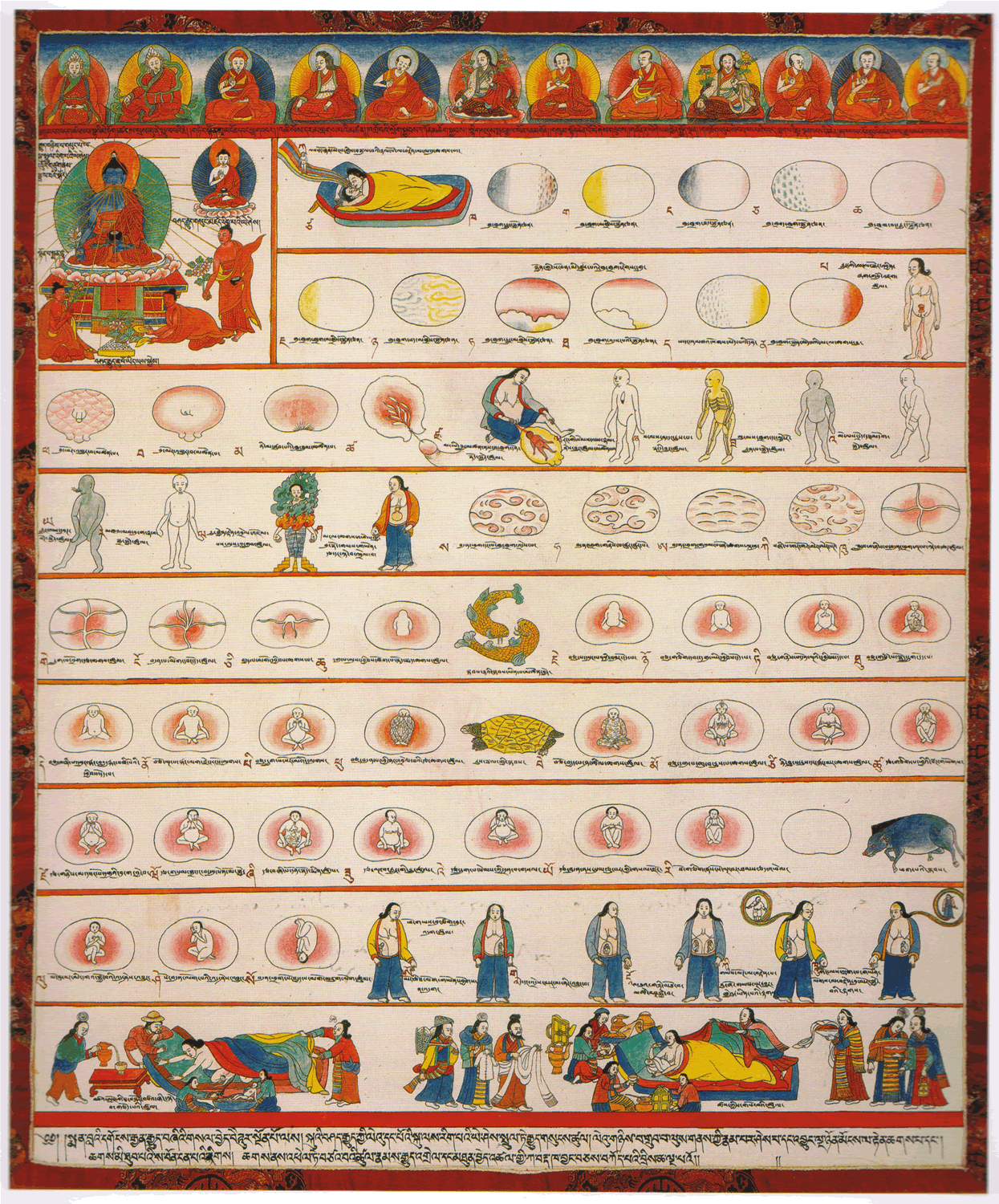
17de eeuw. Een van de thangka's gemaakt om het werk de Blauwe beril te verduidelijken. In dit geval de embryonale ontwikkeling tijdens de zwangerschap.
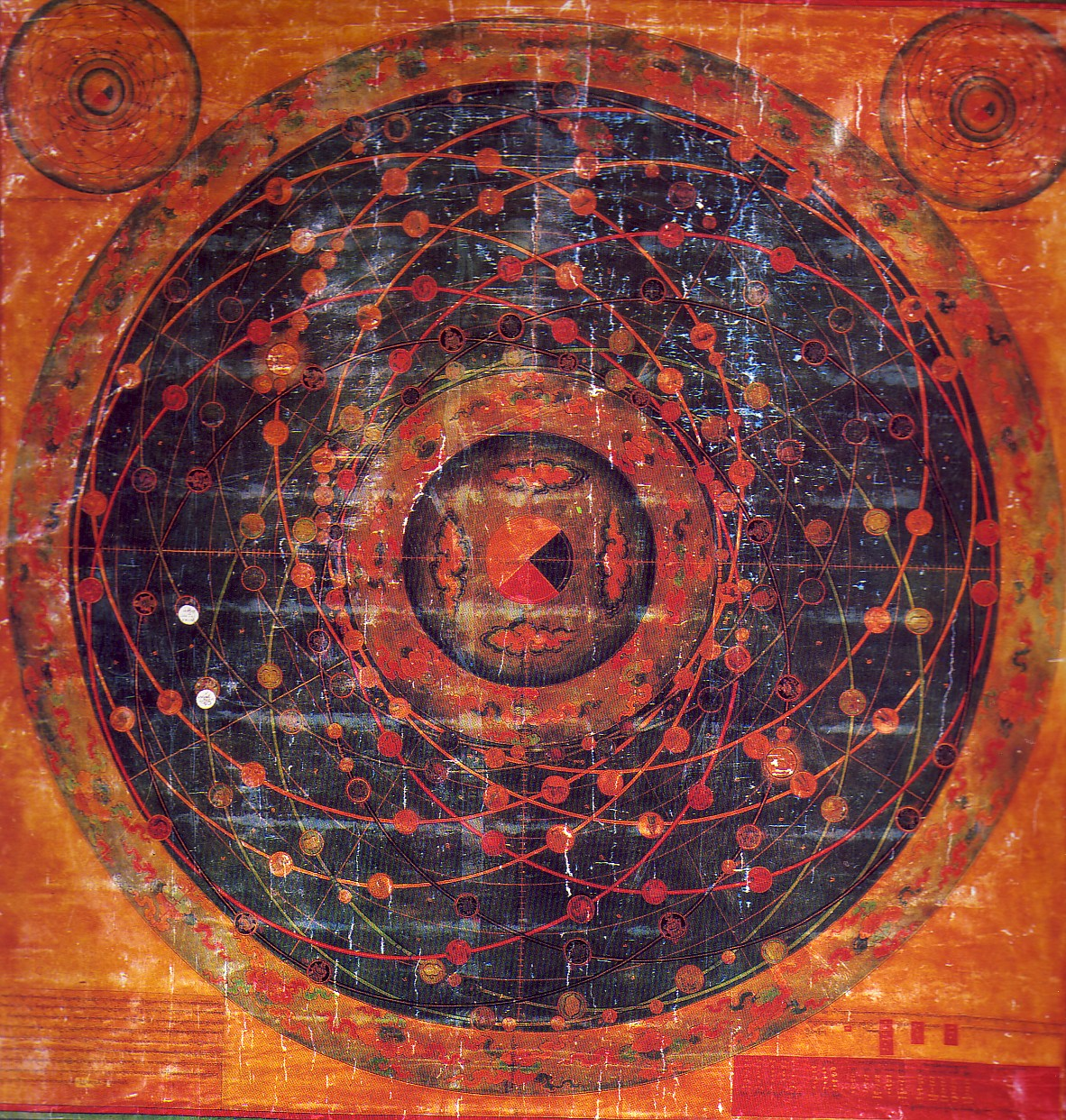
17de eeuw. Thangka die de bewegingen van de tekens van de dierenriem en de planeten weergeeft.
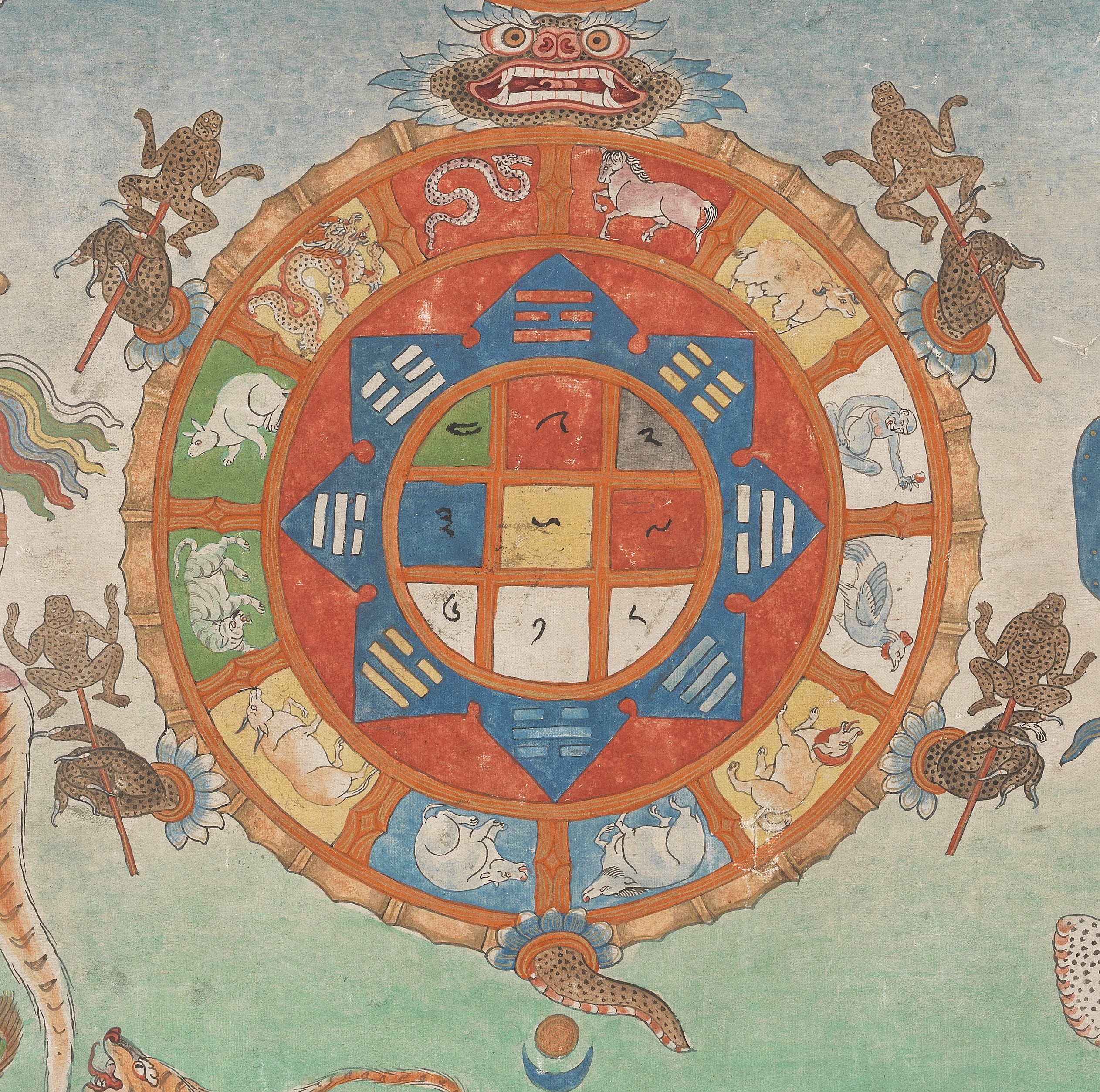
17de eeuw. Thangka met instructies over de goede en slechte dagen voor aderlaten.
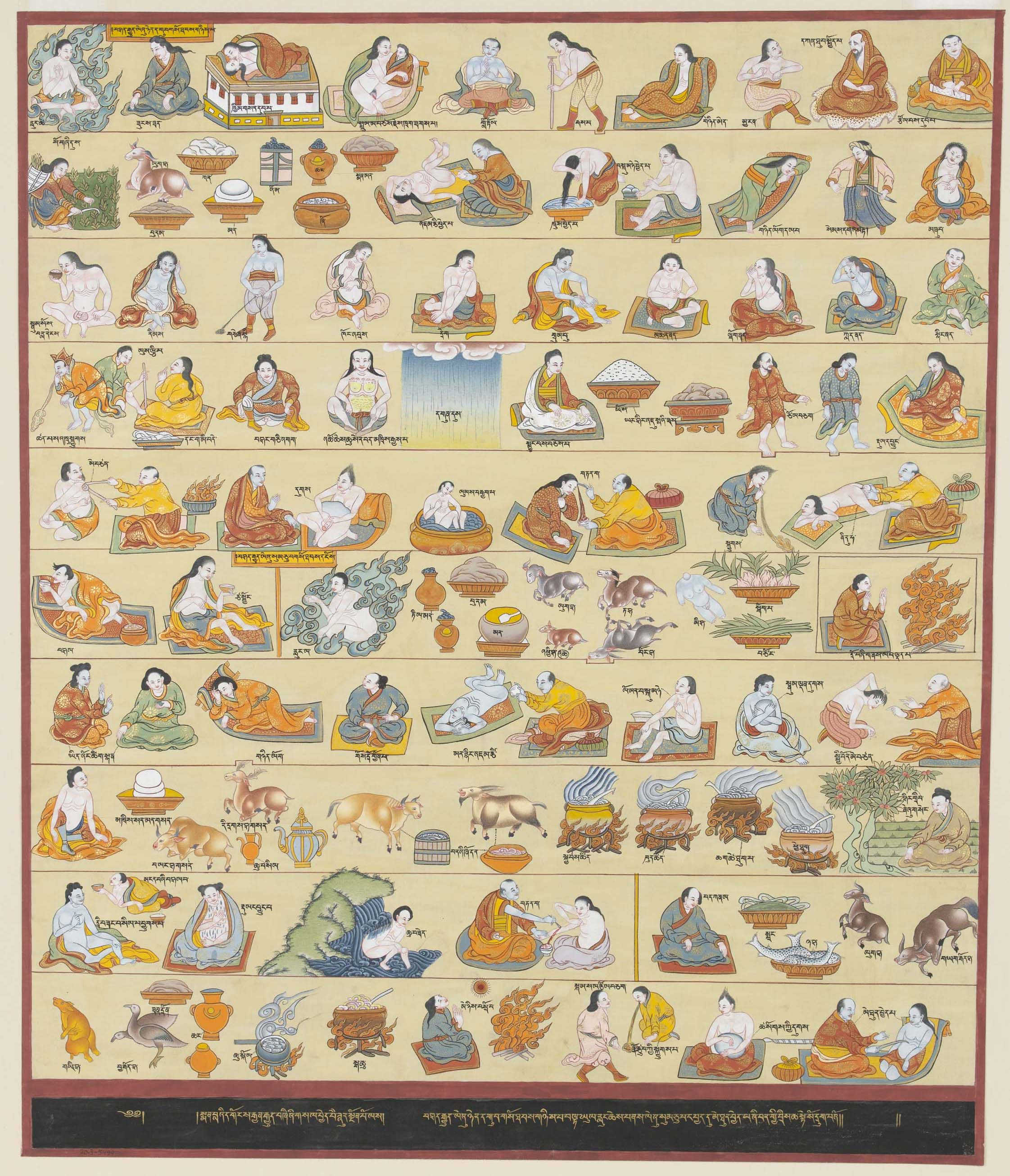
17de eeuw. Thangka met instructies over de wijzen en methoden van behandelen door een arts.